# The Big Bang Theory
Production
Diffusion
Chronologie
Young Sheldon
The Big Bang Theory est une sitcom américaine en 279 épisodes de 22 minutes environ, créée par Chuck Lorre et Bill Prady, diffusée du 24 septembre 2007 au 16 mai 2019 sur le réseau CBS.
En Belgique, les deux premières saisons sont diffusées depuis le 31 août 2008 sur La Une et les saisons suivantes dès le 27 novembre 2011 sur La Deux. En France, la série a été diffusée sur NRJ12 jusqu'à l'arrêt de la chaîne le 28 février 2025 à minuit, sur Warner TV et dès le 23 août 2025 sur RMC Story. La dernière saison a été diffusée en simultané avec les États-Unis sur Canal+. Au Québec, depuis le 30 août 2012 sur Vrak. Depuis le 1er septembre 2020, les douze saisons sont disponibles sur Prime Video, et, depuis le 11 juin 2024, sur Max.
La série suit la vie fictive de deux scientifiques du California Institute of Technology (Caltech) à Pasadena en Californie : le physicien expérimental Leonard Hofstadter et le physicien théoricien Sheldon Cooper. Ils vivent en colocation dans cette ville de la banlieue de Los Angeles, au 2311 North Los Robles Avenue. Leur appartement fait face à celui de la jolie Penny, serveuse au Cheesecake Factory, et dont le rêve est de devenir actrice. L'effet comique de la série joue beaucoup sur le contraste entre l'intelligence et la « geekitude » de Leonard et Sheldon et le bon sens et l'intelligence sociale de Penny. Les deux hommes sont amis avec Howard Wolowitz, un ingénieur physicien spécialisé en aérospatiale, d'origine juive et dragueur compulsif, et Rajesh Koothrappali, astrophysicien natif de New Delhi atteint d'une peur pathologique de parler en présence de femmes.
En août 2009, la sitcom remporte le prix TCA de la meilleure série comique et Jim Parsons le prix de la meilleure prestation dans une série comique. En 2010, la série remporte le People's Choice Awards de la meilleure comédie et Jim Parsons l'Emmy Award du meilleur acteur dans une série comique. Le 16 janvier 2011, Jim Parsons obtient un Golden Globe du meilleur acteur dans une série télévisée musicale ou comique par la Hollywood Foreign Press Association.
Le 24e et dernier épisode de la douzième et dernière saison est diffusé le 16 mai 2019 aux États-Unis, après 12 ans de succès.
L'univers se poursuit avec la préquelle Young Sheldon (2017-2024) puis une série dérivée de celle-ci, Georgie and Mandy's First Marriage (2024).

## Synopsis
Leonard Hofstadter et Sheldon Cooper vivent en colocation à Pasadena, ville de l'agglomération de Los Angeles. Ce sont tous deux des physiciens surdoués, « geeks » de surcroît. C'est d'ailleurs autour de cela qu'est axée la majeure partie comique de la série. Ils partagent quasiment tout leur temps libre avec leurs deux amis Howard Wolowitz et Rajesh Koothrappali pour jouer à des jeux vidéo comme Halo, organiser un marathon de la saga Star Wars, jouer à des jeux de société comme le Boggle klingon ou de rôles tel que Donjons et Dragons, voire discuter de théories scientifiques très complexes.
Leur univers routinier est perturbé lorsqu'une jeune femme, Penny, s'installe dans l'appartement d'en face. Leonard a immédiatement des vues sur elle et va tout faire pour la séduire ainsi que l'intégrer au groupe et à son univers, auquel elle ne connaît rien.

## Distribution

### Acteurs principaux
- Johnny Galecki (VF : Fabrice Josso) : Leonard Hofstadter
- Jim Parsons (VF : Fabrice Fara) : Sheldon Cooper
- Kaley Cuoco (VF : Laura Préjean) : Penny
- Simon Helberg (VF : Yoann Sover) : Howard Joël Wolowitz
- Kunal Nayyar (VF : Jérôme Berthoud ; Yannick Blivet)[7] : Rajesh Ramayan « Raj » Koothrappali
- Melissa Rauch (VF : Sophie Froissard) : Bernadette Maryann Rostenkowski (récurrente saison 3, principale à partir de la saison 4)
- Mayim Bialik (VF : Vanina Pradier) : Amy Farrah Fowler (invitée saison 3, principale à partir de la saison 4)
- Kevin Sussman (VF : Gérard Malabat) : Stuart Bloom (récurrent saisons 2 à 5 et principal saisons 6 à 12)

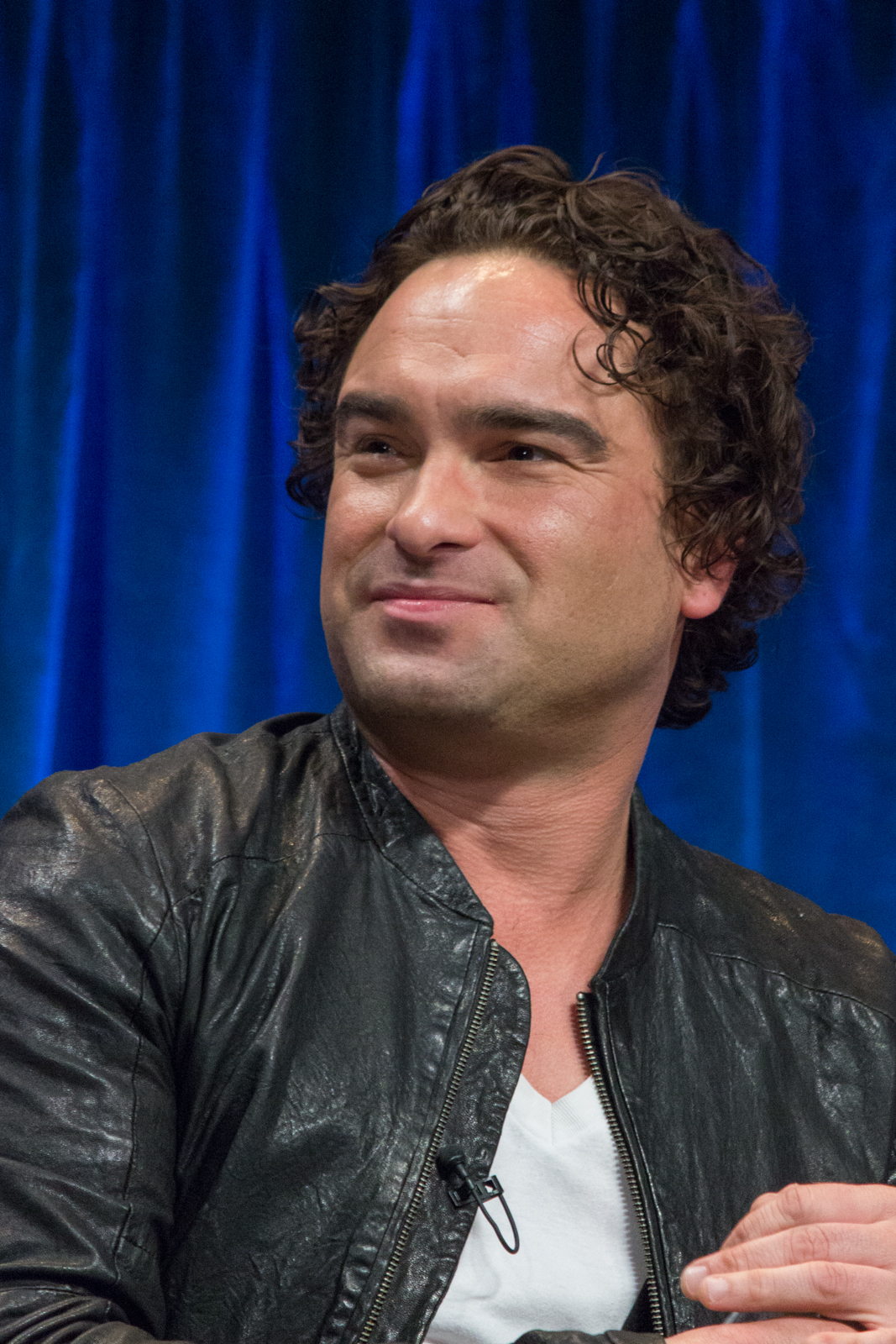
Johnny Galecki dans le role de Leonard Hofstadter
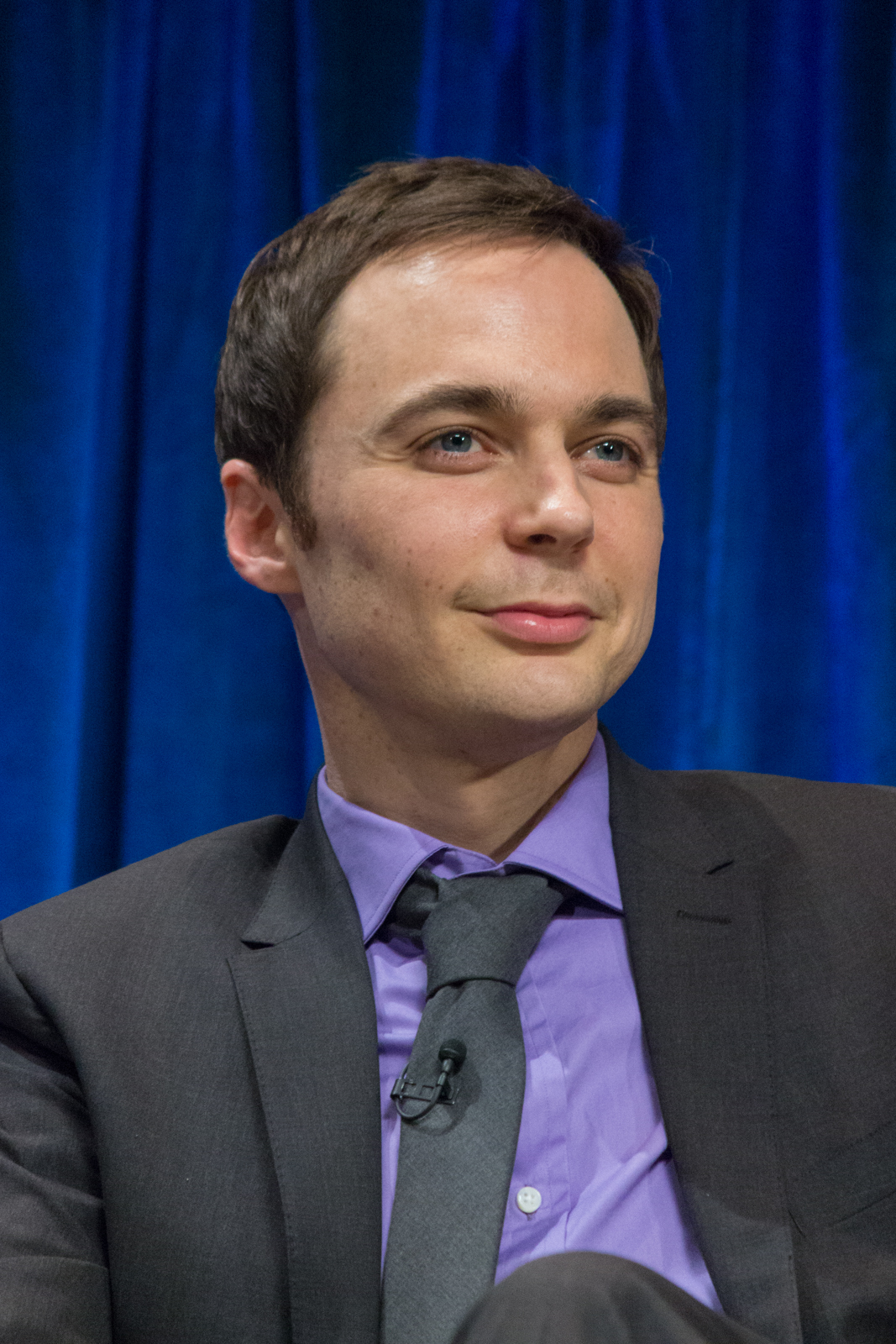
Jim Parsons dans le rôle de Sheldon Cooper
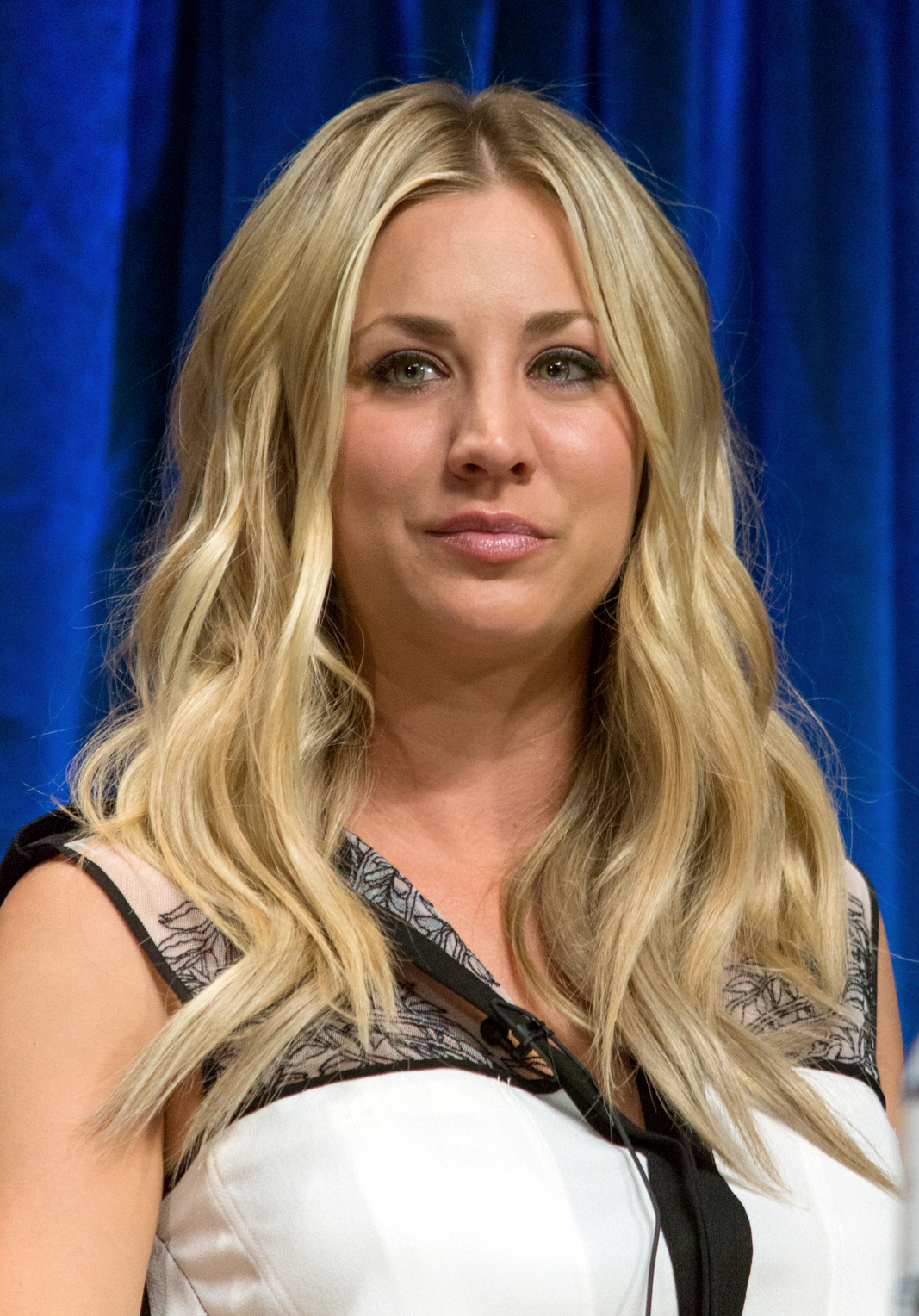
Kaley Cuoco dans le rôle de Penny
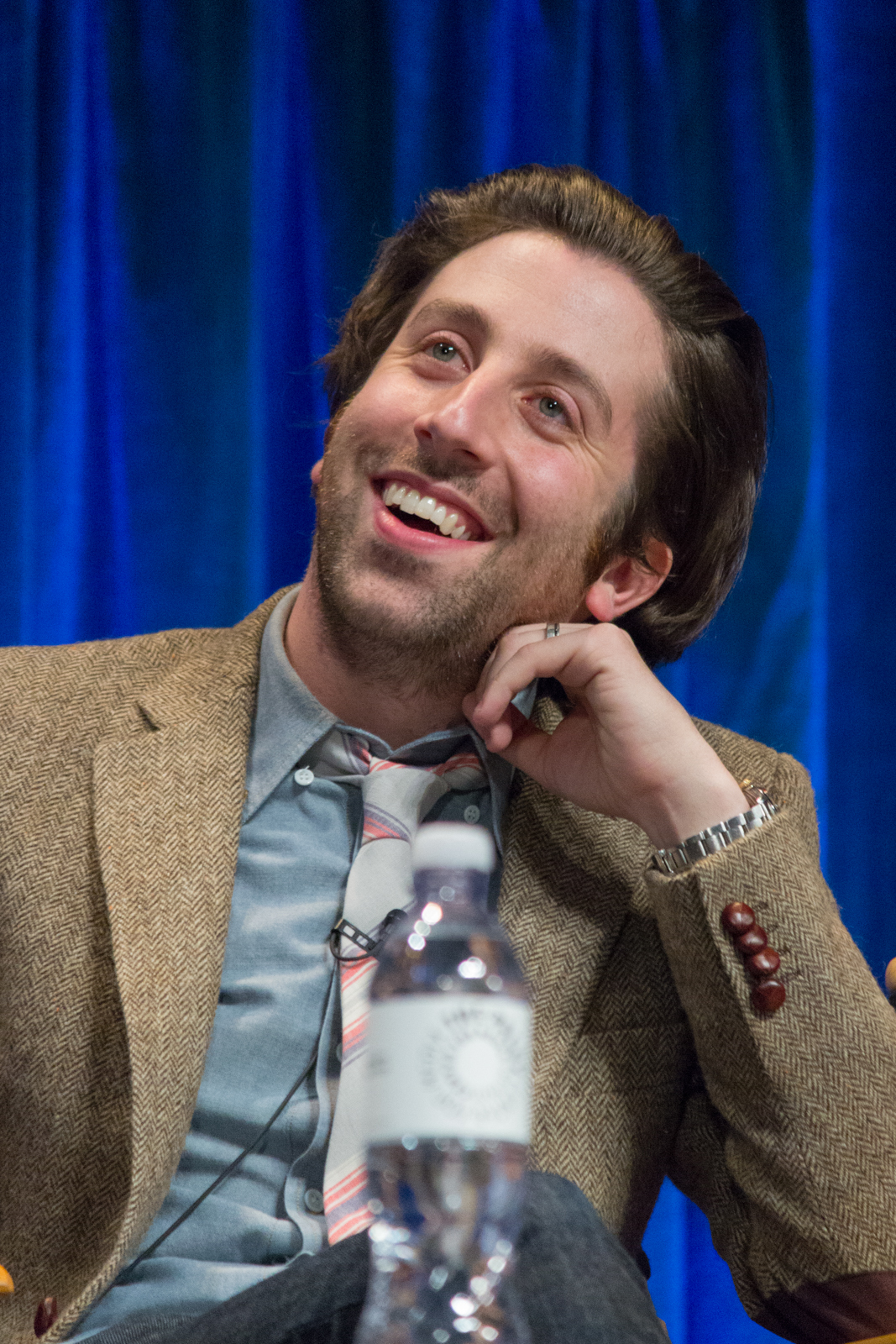
Simon Helberg dans le rôle de Howard Joël Wolowitz
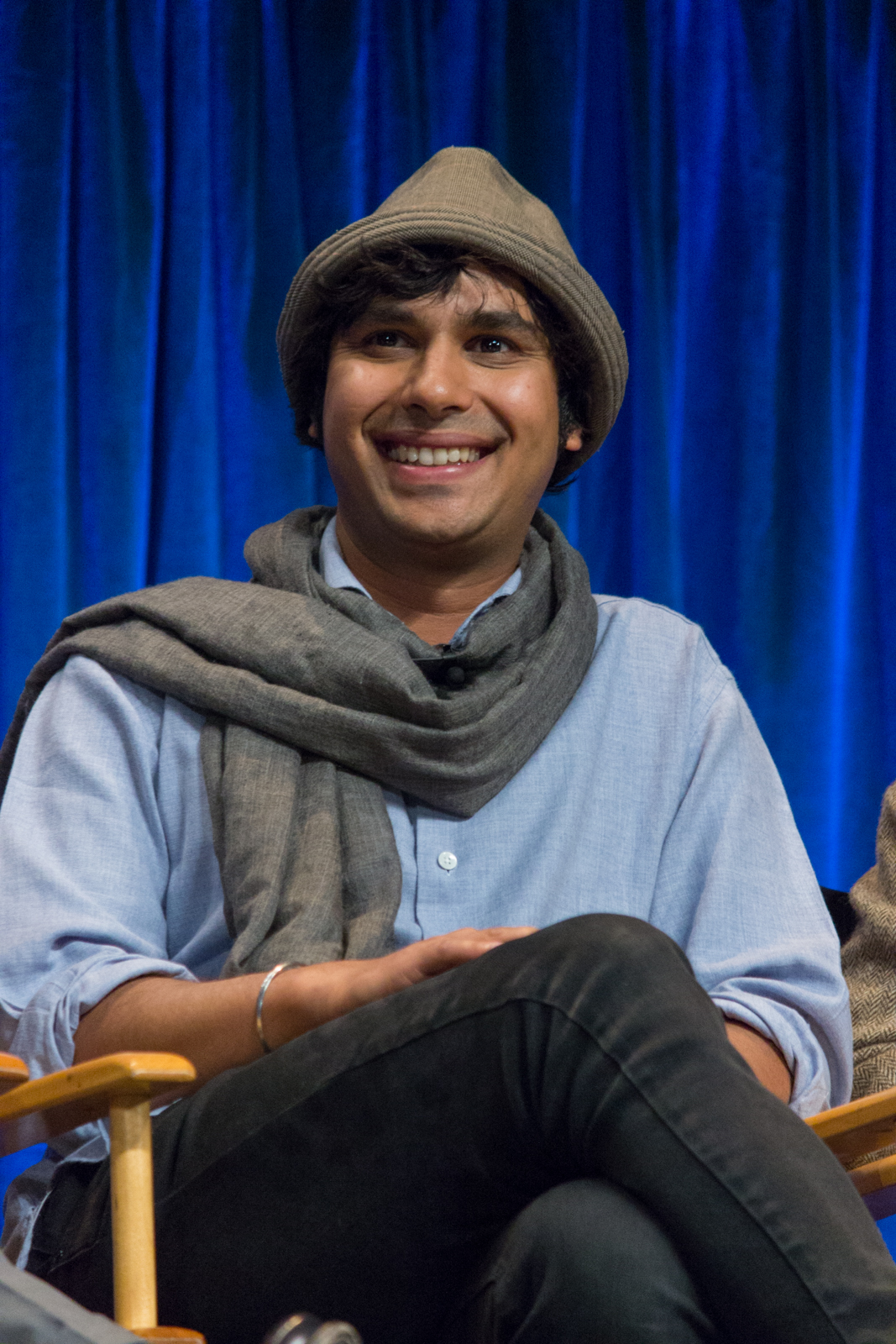
Kunal Nayyar dans le rôle de Rajesh « Raj » Koothrappali
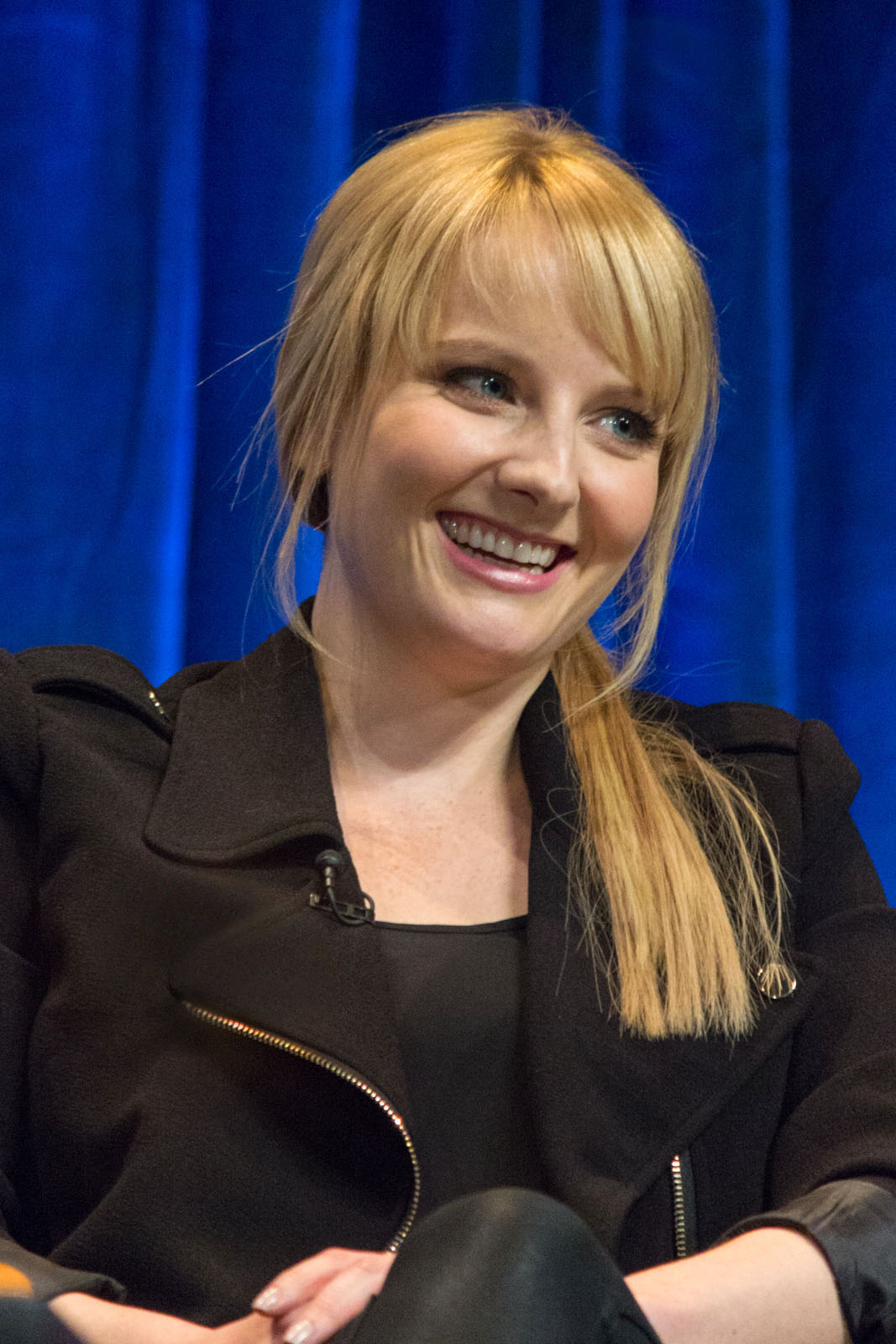
Melissa Rauch dans le rôle de Bernadette Rostenkowski
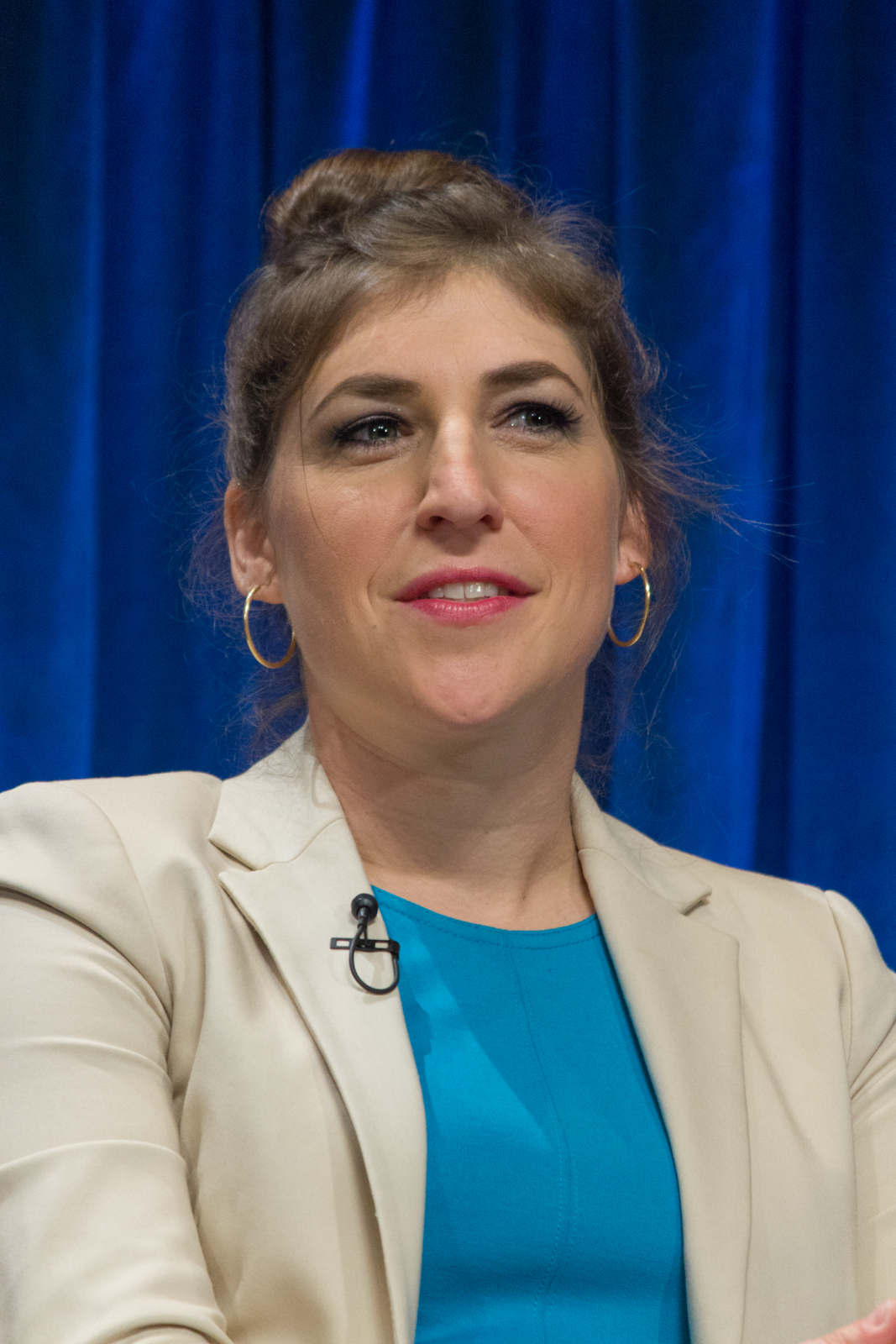
Mayim Bialik dans le rôle de Amy Farrah Fowler

### Acteurs récurrents
- Sara Gilbert (VF : Patricia Marmoras) : Leslie Winkle (récurrente saison 1, principale saison 2, invitée saison 3, épisode 23 et saison 9, épisode 17)
- Laura Spencer (VF : Delphine Braillon) : Emily Sweeney (récurrente saisons 7 à 8, principale saison 9, invitée saison 10)
- Mark Harelik (VF : Julien Thomast) : Dr Eric Gablehauser (saisons 1 à 2)
- Vernee Watson-Johnson (VF : Laure Sabardin) : Althea (saison 1)
- Brian Patrick Wade (VF : Marc-Antoine Frédéric) : Kurt (saisons 1 et 2)
- Brian George (VF : Mostéfa Stiti) : Dr V. M. Koothrappali, le père de Raj (invité récurrent saisons 1 à 5, 8 et 10 à 12)
- Alice Amter (VF : Véronique Borgias) : Mme Koothrappali, la mère de Raj (invitée saisons 1 à 5 et 8)
- Laurie Metcalf (VF : Véronique Augereau) : Mary Cooper, la mère de Sheldon (invitée récurrente saisons 2 à 11)
- Carol Ann Susi (VF : Marie-Brigitte Andreï) : Debbie Wolowitz, la mère de Howard (voix uniquement, jusqu'à la saison 8)
- Sara Rue (VF : Marie-Eugénie Maréchal) : Dr Stéphanie Barnett (saison 2)
- Christine Baranski (VF : Josiane Pinson) : Dr Beverly Hofstadter, la mère de Leonard (invitée récurrente depuis la saison 2 sauf saisons 4 et 6)
- John Ross Bowie (VF : Christophe Lemoine) : Barry Kripke (récurrent saisons 2, 4, 5, 6 / invité saison 7, épisodes 10 et 20 / saison 8, épisode 15 / saison 9, épisodes 17, 23 et 24 / saison 10 / saison 11 / saison 12)
- Brian Thomas Smith (VF : Matthieu Albertini) : Zack (récurrent saisons 3 et 4 / invité saison 7, épisodes 9 et 11, saison 9 épisode 22, saison 10 épisode 22, saison 12)
- Aarti Mann (VF : Fily Keita) : Priya Koothrappali, la sœur de Raj (saisons 4 et 5)
- Joshua Malina (VF : Pascal Germain) : Président Siebert (invité saisons 4, 5, 11, récurrent saison 12)
- Pasha D. Lychnikoff (VF : Bernard Bollet) : Dimitri (saisons 5 et 6)
- Margo Harshman (VF : Émilie Alexandre) : Alex Jensen, la nouvelle assistante de Sheldon (saison 6)
- Kate Micucci (VF : Barbara Beretta) : Lucy, la jeune femme avec qui Raj a un rendez-vous (récurrente saison 6, invité saison 7, épisode 8)
- Brian Posehn (VF : Jean-Jacques Nervest) : Dr Bertram « Bert » Kibbler, géologue à l'université (invité saisons 6 et 7, récurrent saisons 10 à 12)
- Dean Norris (VF : Jean-François Aupied) : le colonel de l'US Air Force Richard Williams (saisons 10 et 11)
- Lauren Lapkus (VF : Maïa Liaudois) : Denise (saisons 11 et 12)
- Rati Gupta (VF : Barbara Tissier) : Anu (saison 12)

### Invités
Dans leur propre rôle :
- Charlie Sheen (VF : Olivier Destrez) (saison 2, épisode 4)
- Summer Glau (actrice des séries Firefly et Terminator : Les Chroniques de Sarah Connor) (VF : Olivia Luccioni) (saison 2, épisode 17)
- George Smoot (Prix Nobel de physique 2006) (saison 2, épisode 17 / saison 12, épisode 18)
- Wil Wheaton (acteur de la série Star Trek : La Nouvelle Génération) (VF : Tanguy Goasdoué) (saison 3, épisodes 5 et 19 / saison 4, épisode 8 / saison 5, épisodes 5 et 22 / saison 6, épisode 7 / saison 7, épisodes 10, 19 et 23 / saison 8, épisode 20 / saison 9, épisode 11 et 17 / saison 11, épisodes 15 et 24 / saison 12, épisode 16)
- Katee Sackhoff (actrice, Starbuck dans la série Battlestar Galactica) (VF : Ariane Deviègue) (dans les rêves d'Howard) (saison 3, épisode 9 / saison 4, épisode 4)
- Stan Lee (VF : Michel Barbey) (saison 3, épisode 16)
- Steve Wozniak (informaticien, cofondateur d'Apple) (saison 4, épisode 2)
- George Takei (acteur de la série Star Trek) (VF : Lionel Henry) (saison 4, épisode 4)
- Neil deGrasse Tyson (scientifique américain) (saison 4, épisode 7 / saison 12, épisode 1)
- LeVar Burton (acteur de la série Star Trek : La Nouvelle Génération) (saison 4, épisode 17 / saison 6, épisode 7 / saison 8, épisode 10)
- Brian Greene (saison 4, épisode 20)
- Brent Spiner (acteur, Data dans la série Star Trek : La Nouvelle Génération) (saison 5, épisode 5)
- Michael J. Massimino (astronaute américain) (saison 5, épisodes 15 et 24 / saison 6, épisodes 2 et 4 / saison 7, épisode 16 / saison 8, épisode 3)
- Stephen Hawking (physicien) (saison 5, épisode 21 / saison 6, épisode 6 (voix) / saison 7, épisode 20 (voix) / saison 8, épisode 14 / saison 9, épisode 17 / saison 10, épisode 9 / saison 11, épisode 1)
- Howie Mandel (acteur et animateur de jeux télévisés) (saison 6, épisode 4)
- Buzz Aldrin (astronaute américain)  (saison 6, épisode 5)
- Bill Nye (animateur d'émissions de vulgarisation scientifique) (saison 7, épisode 7 / saison 12, épisode 1)
- Ira Flatow (journaliste scientifique et animateur d'émissions de vulgarisation scientifique à la radio) (saison 7, épisode 10 / saison 11, épisode 2)
- James Earl Jones (acteur, voix originale de Dark Vador dans la saga Star Wars) (VF : Saïd Amadis) (saison 7, épisode 14)
- Carrie Fisher (actrice, Princesse Leia dans la saga Star Wars) (saison 7, épisode 14)
- Nathan Fillion (acteur des séries Firefly et Castle) (VF : Thierry Kazazian) (saison 8, épisode 15)
- Elon Musk (PDG de Tesla Motors et SpaceX) (saison 9, épisode 9)
- Adam West (acteur ayant interprété Bruce Wayne / Batman dans la série Batman de 1966 à 1968) (VF : Michel Paulin) (saison 9, épisode 17)
- Ellen DeGeneres (animatrice du talk show à succès The Ellen DeGeneres Show) (VF : Laura Zichy) (saison 10, épisode 9)
- Bill Gates (créateur de Microsoft) (saison 11, épisode 18)
- Mark Hamill (VF : Bernard Lanneau) (acteur ayant interprété Luke Skywalker dans la saga Star Wars) (saison 11, épisode 24)
- William Shatner (acteur ayant interprété le capitaine James T. Kirk dans la série télévisée Star Trek) (saison 12, épisode 16)
- Joe Manganiello (acteur ayant interprété Flash Thompson dans Spider-Man et Spider-Man 3) (saison 12, épisode 16)
- Kevin Smith (saison 12, épisode 16)
- Kareem Abdul-Jabbar (Copilote dans Y a-t-il un pilote dans l'avion ? et joueur de basket ayant évolué avec les Bucks de Milwaukee puis les Lakers de Los Angeles) (saison 12, épisode 16)
- Sarah Michelle Gellar (actrice, Buffy Summers dans la série Buffy contre les vampires) (VF : Claire Guyot) (saison 12, épisode 24)

Avec d'autres rôles :
- James Hong : Chen, le restaurateur (saison 1, épisodes 7 et 17)
- Sarayu Rao (VF : Chantal Macé) : Lalita Gupta, le rencard de Raj (saison 1, épisode 8)
- Courtney Henggeler (VF : Delphine Rivière) : Missy, la sœur jumelle de Sheldon (saison 1, épisode 15 / saison 11, épisode 24)
- Octavia Spencer : Octavia (saison 2, épisode 5)
- Riki Lindhome (VF : Caroline Espargilière) : Ramona Nowitzki (saison 2, épisode 6 / saison 10, épisode 24 / saison 11, épisode 1)
- Jodi Lyn O'Keefe : Mikayla (saison 2, épisode 21)
- Judy Greer (VF : Anne Massoteau) : Dr Elizabeth Plimpton (saison 3, épisode 21)
- Michael Trucco (VF : Ludovic Baugin) : David Underhill (saison 2, épisode 11)
- Eliza Dushku (VF : Barbara Delsol) : un agent du FBI (saison 4, épisode 7)
- Keith Carradine (VF : Pierre Dourlens) : Wyatt, le père de Penny (saison 4, épisode 9 ; saison 9, épisode 3 ; saison 10, épisode 1)
- Rick Fox (ancien joueur de basket) : ex-petit ami de Bernadette  (saison 4, épisode 13)
- Courtney Ford (VF : Julia Boutteville) : Alice (saison 5, épisode 7)
- Leonard Nimoy (VF : Marc Cassot) : prête sa voix à une figurine Spock (saison 5, épisode 20)
- Casey Sander (VF : Hervé Jolly) : M. Rostenkowski, le père de Bernadette (saison 5, épisodes 23 et 24 / saison 6, épisode 10 / saison 7, épisodes 9 et 16)
- Meagen Fay (VF : Marie Martine) : Mme Rostenkowski, la mère de Bernadette (saison 6, épisode 10)
- Dakin Matthews (VF : Richard Leblond) : le Père Noël (saison 6, épisode 11 / saison 8, épisode 11)
- Regina King (VF : Magaly Berdy) : Mme Janine Davis, la DRH de l'université (saison 6, épisodes 12 et 20 / saison 7, épisode 1 / saison 8, épisode 2 / saison 11, épisode 2 / saison 12, épisodes 19)
- Bob Newhart (VF : Laurent Claret) : Arthur Jeffries, alias le « professeur Proton » (saison 6, épisode 22 / saison 7, épisodes 7 et 22 / saison 9, épisode 11 / saison 11, épisode 6 / saison 12, épisode 5)
- Tania Raymonde : Yvette, la vétérinaire (saison 7, épisode 15)
- Stephen Root (VF : Patrick Préjean) : Dan, le patron de Penny (saison 8, épisodes 1 et 10)
- Billy Bob Thornton (V. F. : Gérard Darier) : Dr. Oliver Lorvis (saison 8, épisode 7)
- Michael Rapaport (VF : Ludovic Baugin) : Kenny, le vendeur d'helium liquide (saison 9, épisode 6)
- Jane Kaczmarek (VF : Brigitte Berges) : Dr Gallo (saison 9, épisode 12)
- Alessandra Torresani (VF : Olivia Luccioni) : Claire, une auteure d’une série de science-fiction pour enfants qui va devenir la petite amie de Raj (saison 9, épisodes 14, 15, 18 et 22 / saison 10, épisode 14)
- Judd Hirsch (VF : Jean-Pierre Moulin) : M. Alfred Hofstadter, le père de Leonard(saison 9, épisode 24 / saison 10, épisode 1)
- Katey Sagal (VF : Danièle Douet) : Susan, la mère de Penny (saison 10, épisode 1)
- Jack McBrayer (VF : Denis Laustriat) : Randall, le frère de Penny (saison 10, épisode 1)
- Christopher Lloyd (VF : Michel Ruhl) : Theodore, un sdf (saison 10, épisode 10)
- April Bowlby (VF : Nathalie Spitzer) : Rebecca (saison 10, épisode 21)
- Peter MacNicol : Dr. Robert Wolcott (saison 11, épisode 20)
- Jerry O'Connell (VF : Thierry Wermuth) George Cooper, Jr. (saison 11, épisodes 23 et 24 / saison 12, épisode 4)
- Teller (VF : Pierre Laurent) : M. Fowler, le père d'Amy (saison 11, épisode 24 et saison 12, épisodes 1 et 8)
- Kathy Bates (VF : Denise Metmer) : Mrs Fowler, la mère d'Amy (saison 11, épisode 24 et saison 12, épisodes 1 et 8)
- Montana Jordan (VF : Victor Biavan) : Georgie Cooper, le frère de Sheldon, jeune (saison 12, épisode 10)
- Kal Penn (VF : Serge Faliu) : Dr Kevin Campbell (saison 12, épisodes 13, 18, 21)
- Sean Astin (VF : Mathias Kozlowski) : Dr Greg Pemberton (saison 12, épisodes 13, 18, 21)
Version française
  - Société de doublage : Dubbing Brothers[8],[9]
  - Direction artistique : Martine Meirhaeghe[8] (saisons 1 à 9) / Fabrice Josso et Laura Préjean[9],(saisons 10 à 12)[9] 
  - Adaptation des dialogues : Chantal Bugalski, Marie-Do Laurent et Sandra Devonssay[8]

 Source et légende : version française (VF) sur RS Doublage et Doublage Séries Database

## Production
Une première version du pilote de la série a été tournée un an et demi plus tôt, soit le 1er mai 2006, mais n'a jamais été diffusée.
De nombreux changements ont été faits pour la version finale puisque à l'origine c'est Amanda Walsh qui a été castée pour interpréter non pas Penny la nouvelle voisine mais Katie, une jeune femme à la rue, que Sheldon et Leonard rencontrent à la sortie d'une banque de sperme. Sheldon était alors bien plus sexué que dans la version finale, et lui et Leonard étaient amis non pas avec Howard et Rajesh mais avec une fille. Katie devait être invitée à vivre avec eux, ce qui aurait fondamentalement changé la série.

### Développement
Produite par Warner Bros. et Chuck Lorre Productions, la série a reçu le feu vert pour la production de treize épisodes le 14 mai 2007. Quatre épisodes supplémentaires viendront s'ajouter après l'importante grève des scénaristes qui a eu un impact sur la saison télévisuelle américaine en 2007-2008. Le 15 février 2008, CBS reconduit la série pour une seconde saison, du fait de ses audiences correctes pour une première saison.
Le 12 janvier 2011, satisfaite des bonnes audiences, CBS a renouvelé la série pour trois saisons supplémentaires (cinq, six et sept), jusqu'à la saison 2013-2014.
Le 12 mars 2014, de nouveau satisfaite des bonnes audiences, CBS a renouvelé la série pour trois saisons supplémentaires (amenant le total à 10 saisons), jusqu'à la saison 2016-2017.
En raison d'un conflit sur les salaires des acteurs principaux (Jim Parsons, Johnny Galecki, Kaley Cuoco, Simon Helberg et Kunal Nayyar), la production de la huitième saison qui devait débuter le 30 juillet 2014 a été reportée.
En février 2017, alors que les négociations commencent pour renouveler le contrat du casting pour deux nouvelles saisons, les cinq acteurs principaux du générique présents depuis la première saison (Jim Parsons, Johnny Galecki, Kaley Cuoco, Simon Helberg et Kunal Nayyar) ont accepté de voir leurs propres salaires réduits (à hauteur de 100 000 dollars sur un salaire d'un million de dollars par épisode) pour que Mayim Bialik et Melissa Rauch, régulières dans la série depuis la troisième saison, obtiennent un salaire plus proche du leur.
En mars 2017, la série a été renouvelée pour deux nouvelles saisons (11 et 12), mais les négociations pour les contrats de Mayim Bialik et Melissa Rauch sont encore en cours.
Le 22 août 2018, Warner Bros. Television, CBS et Chuck Lorre Productions ont annoncé la production de la dernière saison (la 12e),, mettant ainsi fin à la série en mai 2019. Les producteurs auraient décidé de l’annulation après avoir échoué à prolonger pour deux saisons le contrat de Jim Parsons, interprète du personnage de Sheldon Cooper, central à la série.
La 12e saison, la dernière, est un succès aux États-Unis. Le dernier épisode est diffusé le 16 mai 2019 sur CBS.

### Tournage

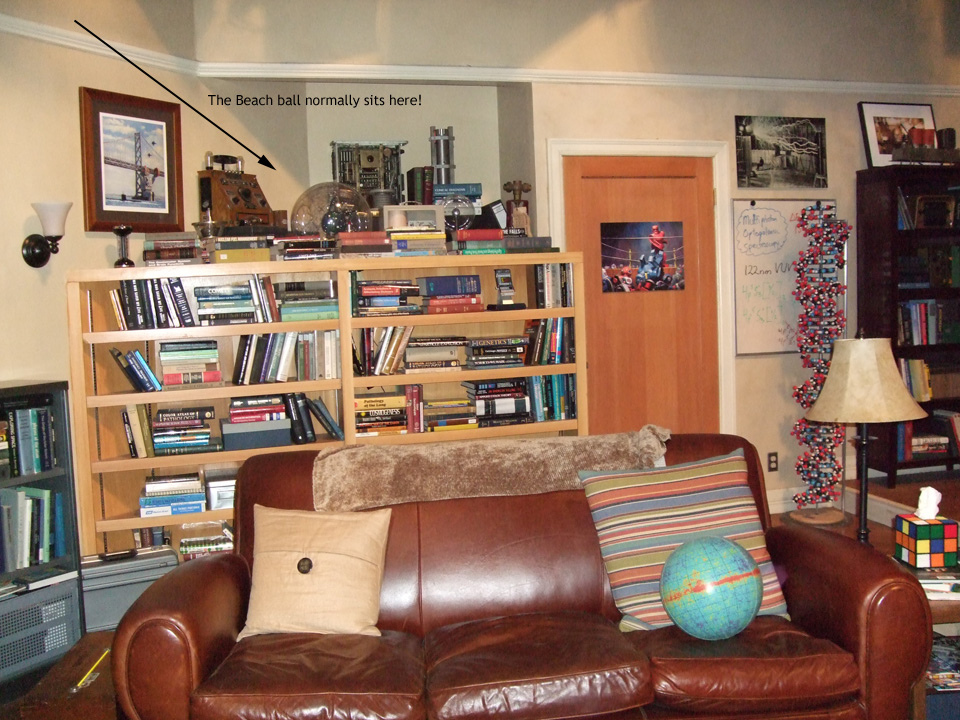
Un des décors de la série.

La série est tournée dans les studios de Warner Bros. à Burbank en Californie, aux États-Unis.
À la fin du dernier épisode de la cinquième saison, les héros sont tous sur le toit de leur immeuble, et une vue situe ce dernier aux coordonnées suivantes : 34.142108, -118.138756.
Sur le plateau de tournage de la sixième saison, l'équipe et les acteurs de la série ont organisé un flashmob sur la chanson « Call Me Maybe » de Carly Rae Jepsen. Plus tard, ils ont refait un flashmob (en 2014) sur la chanson Uptown Funk de Mark Ronson et de Bruno Mars.

### Générique d'ouverture
Le générique de début présente la formation de l'univers à partir du Big Bang. On peut voir se succéder la naissance de l'univers, l'évolution de l'espèce humaine puis des innovations technologiques qui conduisent jusqu'à l'appartement des jeunes surdoués, où les cinq personnages mangent ensemble (de la cuisine chinoise dans la première saison, une pizza de la deuxième à la quatrième saison, de la cuisine thaï dans la cinquième saison). À partir de la sixième saison, Bernadette et Amy sont présentes dans le générique.
La bande son s'intitule History of Everything et est interprétée par le groupe canadien Barenaked Ladies. Le 30 octobre 2007, une version longue du morceau (1 minute et 45 secondes) est sortie.

### Fiche technique
- Titre original et français : The Big Bang Theory
- Création : Chuck Lorre et Bill Prady
- Réalisation : Mark Cendrowski, Anthony Joseph Rich et Howard Murray (en)
- Scénario : Chuck Lorre, Bill Prady, Steven Molaro, Lee Aronsohn et Maria Ferrari
- Direction artistique : Francoise Cherry-Cohen
- Décors : John Shaffner
- Costumes : Mary T. Quigley
- Photographie : Steven V. Silver
- Montage : Peter Chakos (es)
- Musique :
- Casting : Ken Miller et Nikki Valko
- Production : Chuck Lorre et Bill Prady
- Sociétés de production : Chuck Lorre Productions et Warner Bros. Television
- Sociétés de distribution (télévision) : CBS (États-Unis)
- Budget :
- Pays d'origine :  États-Unis
- Langue originale : anglais
- Format : couleur - 1,78:1 - son Dolby Digital
- Genre : sitcom
- Durée : 22 minutes

 Sauf indication contraire, les informations mentionnées dans cette section peuvent être confirmées par la base de données cinématographiques IMDb,  présente dans la section « Liens externes ».

## Diffusion internationale
La série est diffusée en version originale aux États-Unis depuis le 24 septembre 2007 sur CBS et au Canada depuis le 24 septembre 2007 sur CTV et CTV Two ;
En France, elle est diffusée depuis le 18 octobre 2008 sur (l'ex-chaîne) TPS Star en VM, le 8 octobre 2009 sur NRJ 12 et depuis 27 septembre 2013 sur Canal+ Séries, Canal+ pour la première diffusion VF, MTV et Game One depuis le 11 juin 2018. Le 17 avril 2025, quelque temps après la disparition de NRJ 12, RMC Story annonce avoir acheté l'intégralité de la série pour la diffuser dès septembre 2025.

## Épisodes
La série compte, à son terme en mai 2019, douze saisons complètes (279 épisodes).
Note : Pour les informations de renouvellement voir la section Production.
| Saison | Nombre d'épisodes | Diffusion originale | Diffusion originale | Diffusion originale |
| Saison | Nombre d'épisodes | Années              | Début de saison     | Fin de saison       |
| ------ | ----------------- | ------------------- | ------------------- | ------------------- |
| 1      | 17                | 2007-2008           | 24 septembre 2007   | 19 mai 2008         |
| 2      | 23                | 2008-2009           | 22 septembre 2008   | 11 mai 2009         |
| 3      | 23                | 2009-2010           | 21 septembre 2009   | 24 mai 2010         |
| 4      | 24                | 2010-2011           | 23 septembre 2010   | 19 mai 2011         |
| 5      | 24                | 2011-2012           | 22 septembre 2011   | 10 mai 2012         |
| 6      | 24                | 2012-2013           | 27 septembre 2012   | 16 mai 2013         |
| 7      | 24                | 2013-2014           | 26 septembre 2013   | 15 mai 2014         |
| 8      | 24                | 2014-2015           | 22 septembre 2014   | 7 mai 2015          |
| 9      | 24                | 2015-2016           | 21 septembre 2015   | 12 mai 2016         |
| 10     | 24                | 2016-2017           | 19 septembre 2016   | 11 mai 2017         |
| 11     | 24                | 2017-2018           | 25 septembre 2017   | 10 mai 2018         |
| 12     | 24                | 2018-2019           | 24 septembre 2018   | 16 mai 2019         |

## Univers de la série

### Personnages

#### Principaux
Leonard Hofstadter

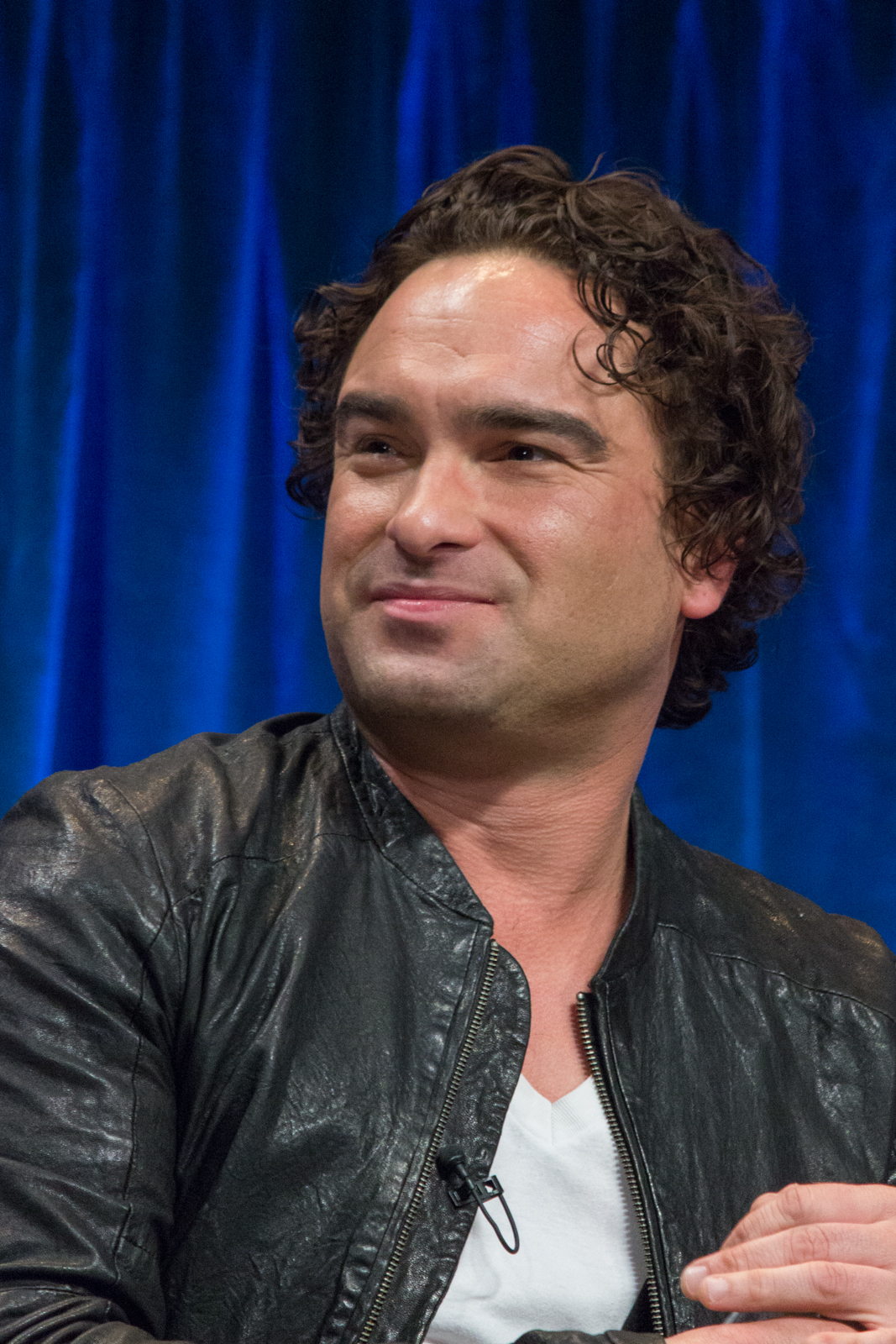
Johnny Galecki, interprète de Leonard Leakey Hofstadter.

Meilleur ami de Sheldon, Leonard a un caractère plus équilibré et sociable que celui de ses amis. Il se dit intolérant au lactose car quand il en consomme, il a des flatulences. Il est doté d'un QI de 173 sur l'échelle de Cattell (ce qui correspond à un QI de 145-146 sur l'échelle de Wechsler utilisée en France).  Il est le premier à établir le contact avec Penny et l'inclut petit à petit dans son cercle d'amis, jusqu'alors plutôt isolé et allergique à la nouveauté. Dès le premier épisode, il exprime son espoir de parvenir à sortir avec Penny :« Nos enfants seront beaux et intelligents » (espoir immédiatement refroidi par Sheldon qui ajoute : « ainsi qu'imaginaires »). 
- Il fait également du violoncelle depuis son enfance (« Mes parents ont dû penser que de m'appeler Leonard et m'avoir fait sauter des classes ne m'avait pas rapporté assez de raclées[note 1]) ».
- Son père est anthropologue.
- Sa mère est docteur en neurosciences et considère Leonard comme étant le moins intelligent de la famille bien qu'il ait un doctorat de physique expérimentale. Beverly Hofstadter a tout au long de la série une attitude distante et castratrice avec son fils, ce qui explique ses complexes et son manque de confiance en lui depuis l'enfance.
- Il aurait aimé avoir la mère de Sheldon, qu'il trouve affectueuse et attentionnée.
- Le personnage qu'il préfère est Frodon du Seigneur des anneaux.
- Il adore la série Babylon 5, que Sheldon déteste.
- C'est par sa faute que l'ascenseur ne marche plus (la conséquence d'une expérience ratée).

Sheldon Cooper

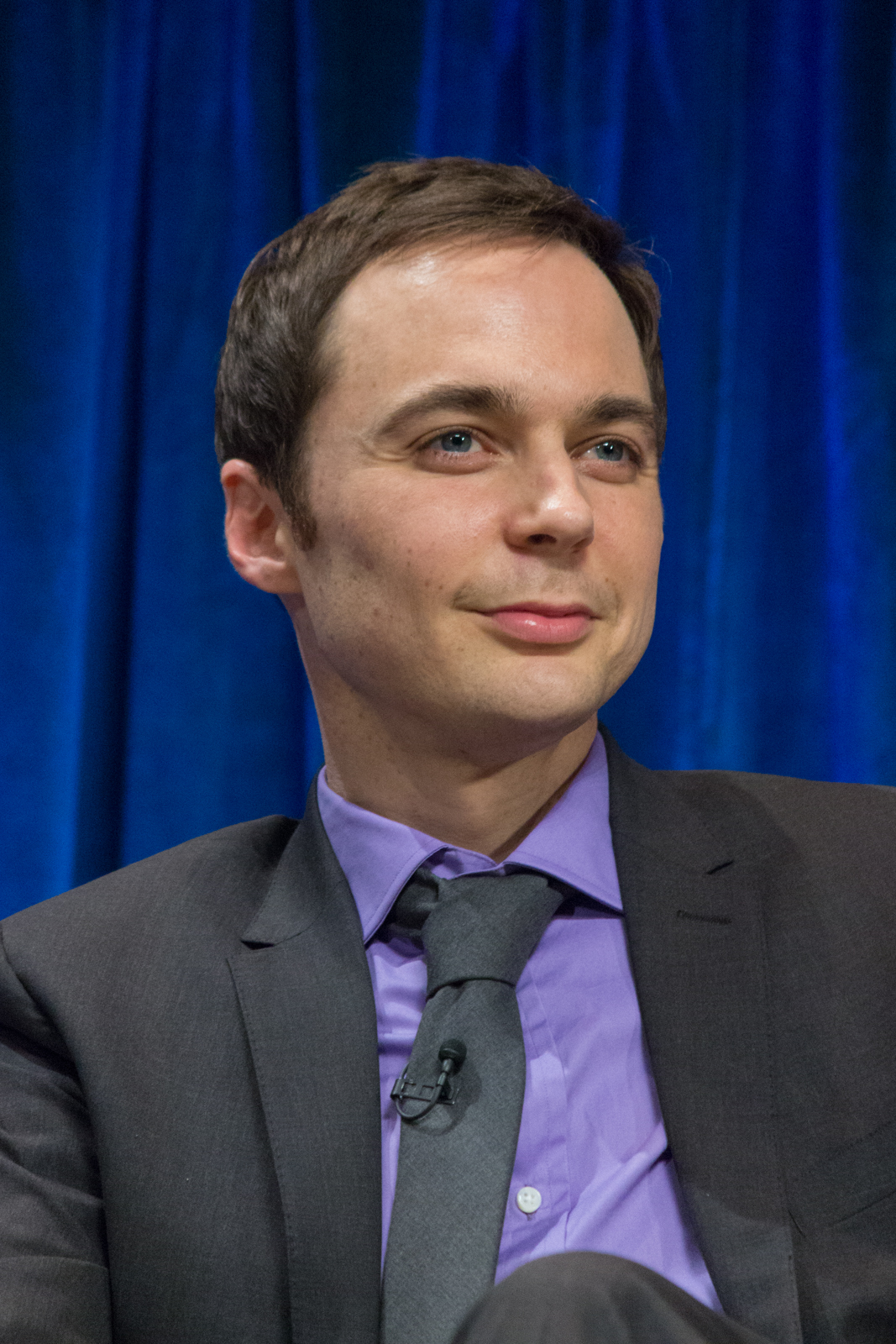
Jim Parsons, interprète de Sheldon Lee Cooper.

Il est l'ami et colocataire de Leonard. Il possède un QI de 187 sur l'échelle de Cattell (ce qui correspond à un QI de 154-155 sur l'échelle de Wechsler utilisée en France), ce qui le place parmi les personnes les plus intelligentes de la planète (il est d'ailleurs communément nommé « Un des plus grands cerveaux du XXIe siècle »). Il est ainsi entré à l'université à l'âge de 11 ans et a obtenu son doctorat à seize ans (il en a d'ailleurs obtenu un deuxième depuis lors). Il semble être atteint du syndrome d'Asperger, qui se manifesterait notamment par des obsessions majoritairement en rapport avec l'ordre et le rangement, ou par le fait qu'il doive toujours s'asseoir à la même place sur le canapé de l'appartement (« my spot » littéralement, mon endroit). De plus, il n'a que de vagues notions sur la manière de communiquer avec un autre être humain. Il ne comprend pas pourquoi, par exemple, une conversation débute généralement par « Bonjour, comment ça va ? » et interprète d'ailleurs la question dans le sens « Comment je dois me sentir, maintenant ? » au premier degré en proposant des réponses : « Fatigué ? Affamé ? ». Il cherche pourtant à comprendre le fonctionnement des rapports humains, mais il essaie selon les méthodes du physicien théoricien qu'il est, à savoir de manière rigoureuse et quasi-mathématique. En outre, il pense que les « conventions sociales » sont inutiles et inintéressantes, comme les Klingons dans Star Trek. Cependant, les scénaristes affirment qu'il n'a pas ce syndrome. Il est en concurrence permanente avec Leslie Winkle, collègue de travail l'estimant fort peu et contre laquelle il a des difficultés à se défendre. Cette concurrence est remplacée dans les quatrième et cinquième saisons par Barry Kripke, collègue de Leonard et Sheldon, cordialement détesté par ce dernier.
Dans le dernier épisode de la saison 3, il rencontre Amy Farrah Fowler, une neurobiologiste. Bien que leur relation soit d'abord platonique elle se transforme en véritable relation amoureuse au fur et à mesure des saisons, allant même jusqu'au mariage qui a lieu dans l'épisode final de la saison 11.
- Il aurait aimé avoir la mère de Leonard, qu'il trouve brillante et complètement détachée émotionnellement.
- Chaque fois qu'il fait une blague, il la termine par « bazinga ! » en version originale. En version française, bien qu'il n'y ait pas de traduction littérale exacte, le mot est traduit généralement par « je t'ai bien eu ! ».
- Il a une culture immense et dit lui-même avoir un point de vue sur tout.
- Il est originaire du Texas où sa famille vit encore. Aucun membre de sa famille proche ne semble avoir son niveau intellectuel et ils sont plutôt décrits par Sheldon comme des gens rustres. Cependant, il respecte profondément sa mère, Mary, qui semble être la seule à comprendre comment s'y prendre avec lui. Il a perdu son père à l'âge de 14 ans. Il a également une sœur jumelle Missy Cooper, et un frère ainé George Jr Cooper.
- Bien que piètre sportif, il excelle au bowling, au tir à l'arc et à tous les sports qu'il peut pratiquer sur sa console. Il connaît tout du football américain, car il s'agit selon lui du seul sport pratiqué au Texas avec le rodéo et que son père l'obligeait à regarder les matchs du dimanche soir avant de faire ses devoirs.
- Quand il frappe à une porte d'entrée, il est obligé de le faire trois fois, en répétant le nom d'une ou des personnes présentes à l'intérieur (il avouera la raison de cette étrange manie à Penny dans l'épisode 5 de la saison 10).
- Le personnage qu'il préfère est Flash. Il est possible de le voir par ses nombreux tee-shirts à son effigie. Il en possède d'ailleurs un costume[27].
- Lors d'un épisode, il affirme que seul un besoin d'argent le pousse à garder Leonard comme colocataire, mais dans un autre il est révélé qu'il possède une grande quantité de chèques de paye non encaissés qui restent dans un tiroir.

Penny

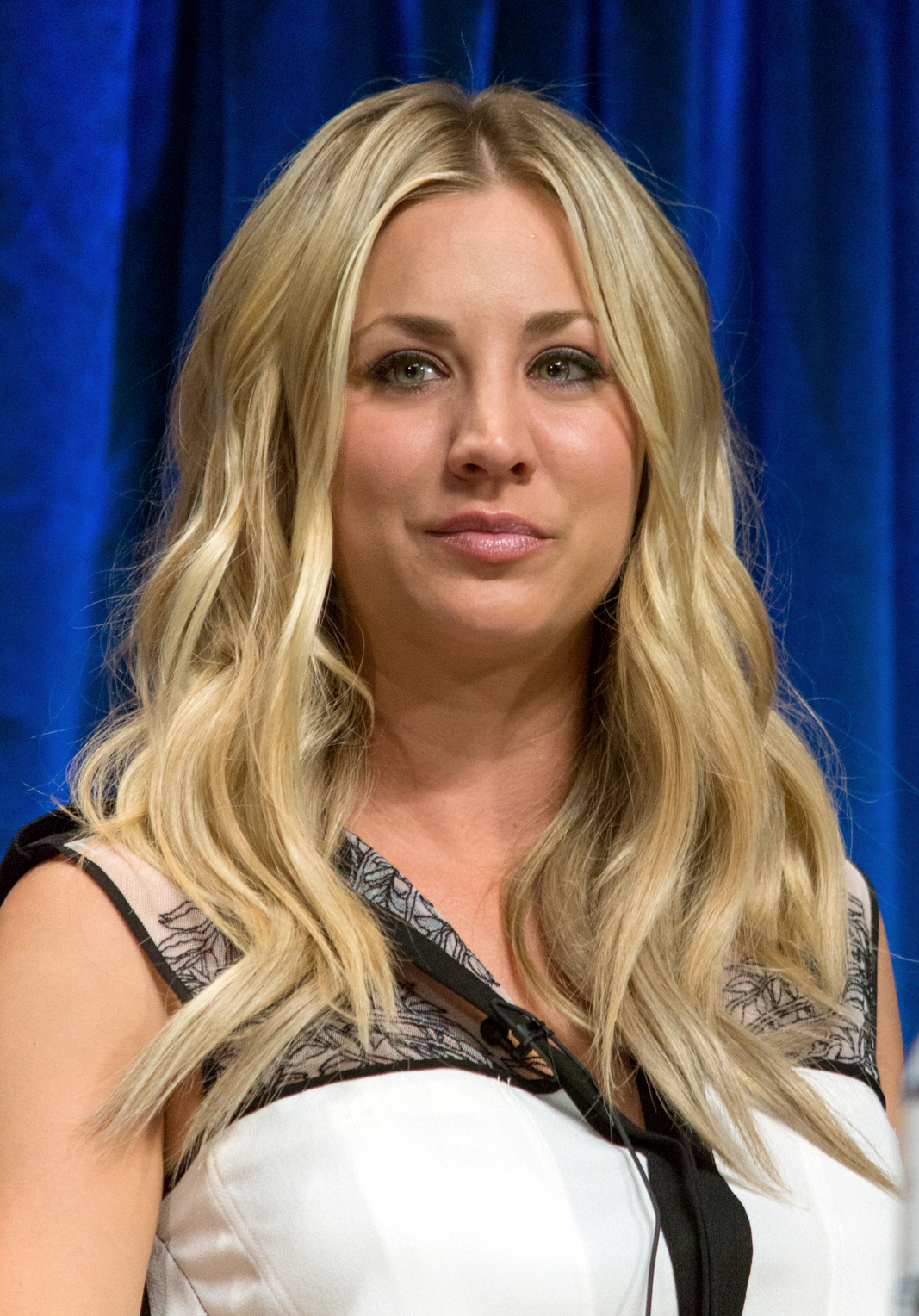
Kaley Cuoco, interprète de Penny.

Penny, le seul personnage dont le patronyme n'est jamais mentionné, est la voisine de Leonard et Sheldon originaire d'Omaha. Elle a longtemps travaillé comme serveuse dans la chaîne de restauration The Cheesecake Factory et désire devenir actrice. Elle a déménagé après sa séparation avec son ex-petit ami de quatre ans, Kurt. Bien qu'elle sache que Leonard et Sheldon sont des geeks, elle va les aider à mieux comprendre le comportement social des autres gens, qui échappe à Sheldon. Elle devient de plus en plus proche de ses voisins au fur et à mesure des épisodes, particulièrement de Leonard avec qui elle développe une relation amoureuse chaotique avant de finalement l'épouser à la fin de la huitième saison.
Si au début de la série elle apparaît comme le modèle type de la « blonde écervelée », son personnage prend vite de l'importance. Spontanée, sans complexe et dénuée de tout diplôme et connaissances supérieures, elle incarne exactement l'opposé de ce qu'est le groupe de geeks.
Lors de la septième saison, elle quitte son travail de serveuse.
Au début de la huitième saison, elle devient représentante pharmaceutique après avoir renoncé à son rêve de devenir actrice et sera ainsi indépendante financièrement.
Howard Wolowitz

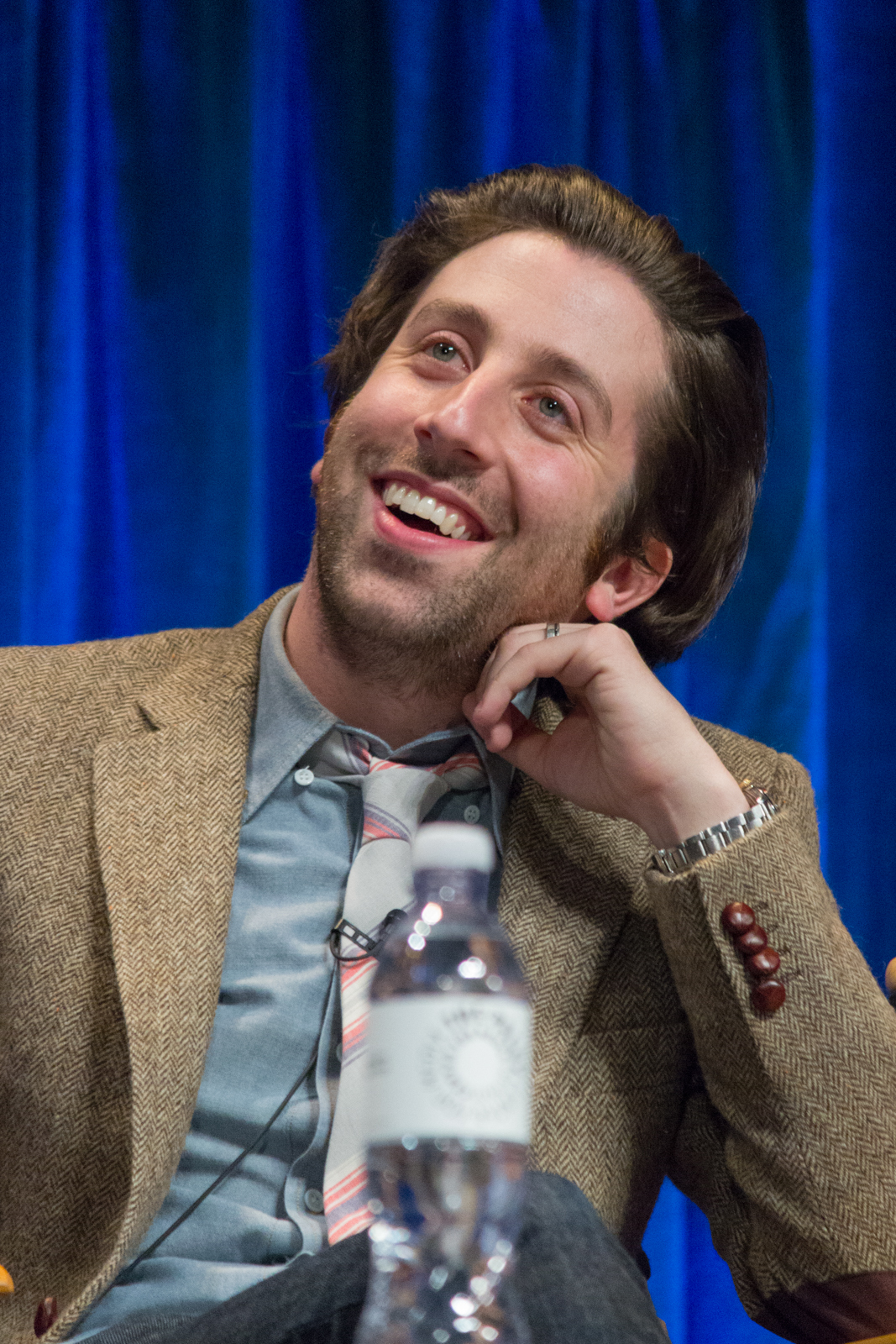
Simon Helberg, interprète de Howard Joel Wolowitz.

Wolowitz est ingénieur au département de physique appliquée de Caltech. Juif et vivant encore chez sa mère à Altadena (jusqu'à la sixième saison), il est obsédé par les femmes et le sexe. Abandonné par son père et étouffé par une mère possessive, à presque 30 ans, il n'a toujours pas réglé son complexe d'Œdipe. Très optimiste, il pense être un excellent séducteur et est toujours à la recherche de nouvelles techniques de drague (souvent discutables). Il connaît, ou du moins prétend connaître, huit langues : l'anglais, le français, le mandarin, le russe, l'arabe, le persan, le klingon et la langue des signes. Il va régulièrement chez Leonard et Sheldon, le plus souvent accompagné de Rajesh. Il est également allergique aux cacahuètes, lesquelles ont pour effet de le faire enfler. Contrairement à ses amis, il ne possède pas de doctorat mais un master d'ingénierie au MIT. Il se fait d'ailleurs régulièrement dénigrer à ce propos par Sheldon, le Dr Gablehauser et sa mère ; ce dernier répondant à sa tentative pour se défendre « I've got a master degree ! Who doesn't? » (j'ai [tout de même] un master ! Qui n'en a pas ?). Il est pourtant souvent le seul à pouvoir coordonner leurs activités ou à pouvoir trouver des solutions pratiques : diagrammes, conceptions de robots… Il travaille la plupart du temps pour la NASA, et tente d'ailleurs de s'en servir pour draguer.
Son style vestimentaire plus qu'excentrique est néanmoins toujours riche en surprise. En témoignent les nombreuses boucles de ses ceintures toujours plus farfelues les unes que les autres (Batman, Pac-Man, manette NES…).
Il finira par épouser Bernadette dont il aura deux enfants, Halley et Mickael.
Rajesh « Raj » Koothrappali

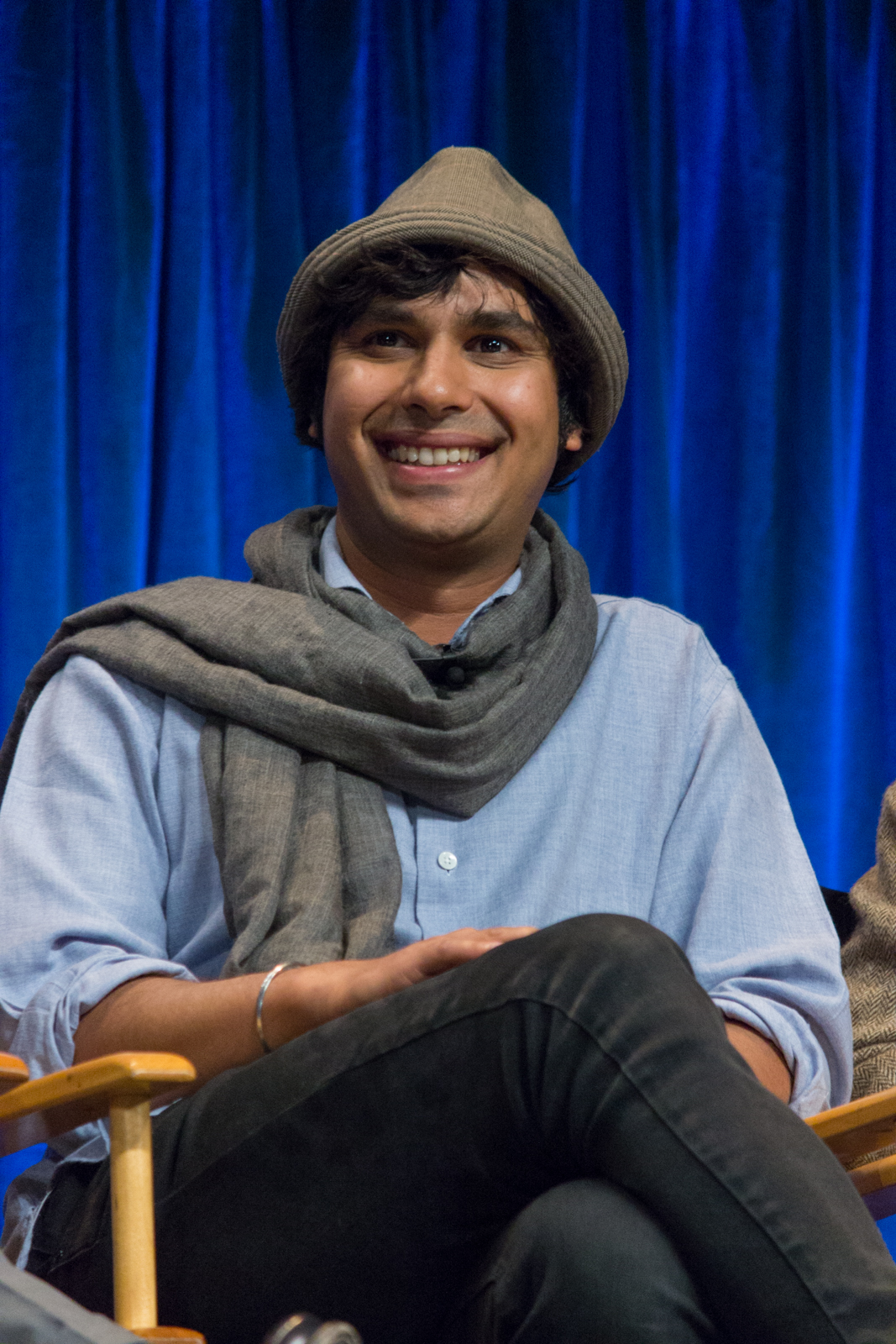
Kunal Nayyar, interprète de Rajesh Ramayan Koothrappali.

Sa principale caractéristique est son incapacité à s'adresser à une femme ou de parler en présence de femmes autrement qu'en chuchotant à l'oreille de ses amis, sauf lorsqu'il a bu de l'alcool (ou croit en avoir bu) ou lorsqu'il est sous l'influence de puissants neuroleptiques qui lui confèrent alors une attitude de séducteur charismatique et accrocheur. Raj est d'origine indienne et issu d'une classe sociale très élevée (il évoque à plusieurs reprises le fait que sa famille possède de nombreux serviteurs). Son père est gynécologue, ce qui lui assure un train de vie plutôt confortable, alors que Raj essaye souvent de se faire passer pour un enfant sorti de la misère. Ses parents sont d'ailleurs assez intrusifs dans sa vie, en voulant le forcer à rencontrer des filles de leurs relations. Il semble ne pas apprécier son pays d'origine (il fera tout pour ne pas y retourner), et en supporte mal la cuisine. Il est la plupart du temps avec Howard, et a une relation parfois ambiguë avec lui, à la limite de la relation de couple, ce que la mère de Leonard n'hésitera pas à souligner. Il serait selon l'épisode 3 de la troisième saison synesthète, associant son odorat à sa vue. À partir du dernier épisode de la sixième saison, il arrive à communiquer avec les femmes sans boire d'alcool (notamment avec Penny) sans s'en rendre compte. Lorsqu'il le réalise, il n'arrête plus la communication avec les femmes.
Bernadette Rostenkowski

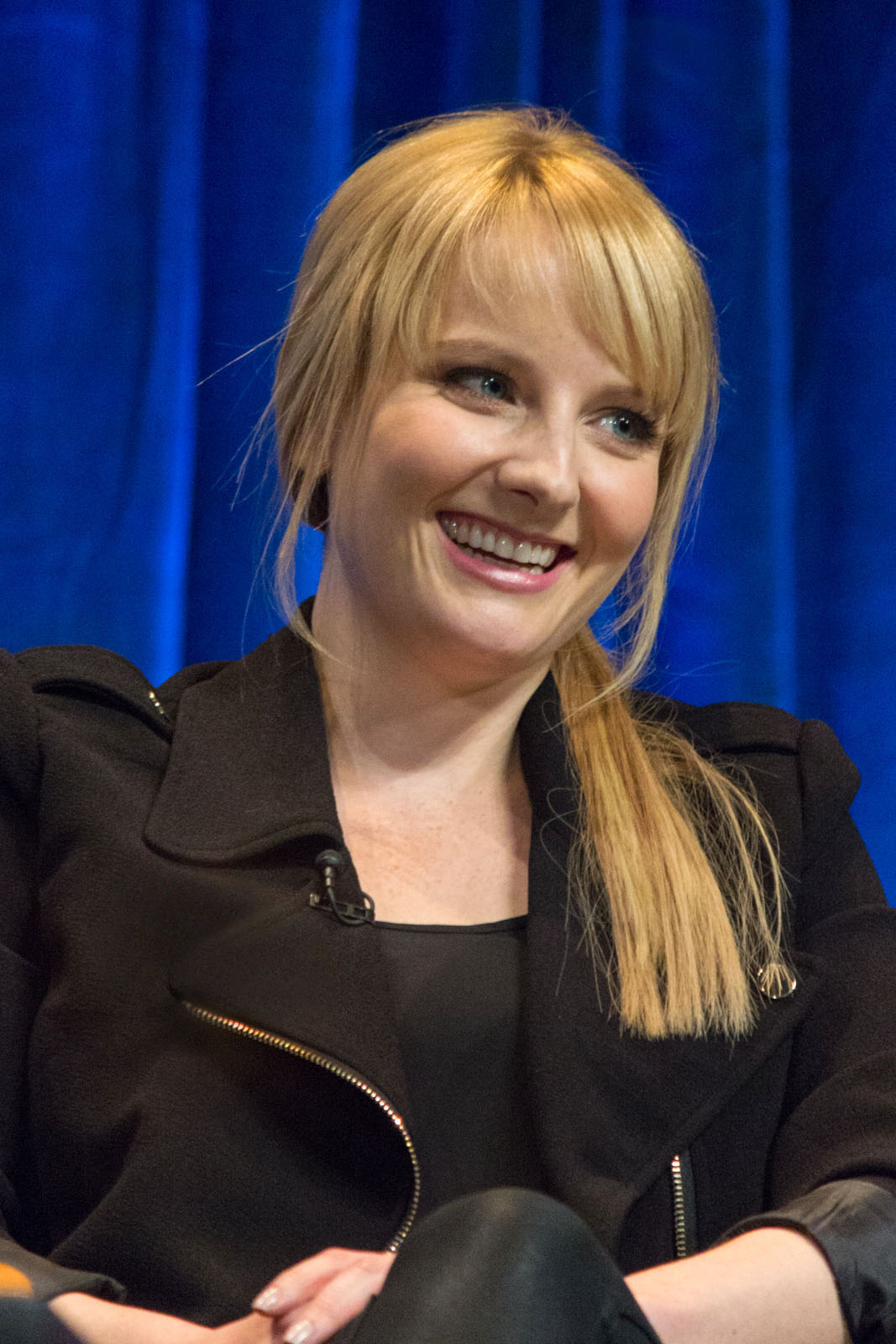
Melissa Rauch, interprète de Bernadette Maryann Rostenkowski.

Bernadette est serveuse au Cheesecake Factory, c'est le moyen pour elle de payer des études supérieures en microbiologie. Elle est une des collègues de Penny. Elle est allée dans une école catholique et ne peut pas mentir à cause de son enseignement. Elle est la petite amie d'Howard. Il l'a connue grâce à Penny. Au début, elle et Howard ne s'entendent pas car ils semblent n'avoir rien en commun. Quand ils découvrent qu'ils ont tous les deux une mère autoritaire, ils ressentent une alchimie entre eux. Par la suite, Howard se rend compte que Bernadette présente une réelle occasion de développer une relation durable et de manière impulsive, il propose à Bernadette de l'épouser. Bien que Bernadette rejette son offre, ils restent en couple pendant un certain temps. Plus tard, Howard chante une chanson sincère pour elle au Cheesecake Factory, que Penny trouve assez gênante mais que Bernadette trouve romantique. Finalement, Bernadette décide de rompre après qu'elle a découvert que Howard, via son personnage du jeu World of Warcraft, a des relations sexuelles avec un autre personnage en ligne. Plus tard, Bernadette et Howard se réconcilient et reprennent leur relation. Dans l'épisode La Métamorphose de la colocation, Bernadette obtient son doctorat et annonce qu'elle gagnera plus d'argent qu'Howard. Cela le rend jaloux. Finalement, Howard et Bernadette se marient au dernier épisode de la cinquième saison. Dans la saison 10 elle donne naissance au premier enfant du couple, une fille : Halley et dans la onzième saison nait leur deuxième enfant, un garçon au nom de Mickaël.
Elle dispose d'un sens moral très personnel, riant aisément à des événements catastrophiques ou parlant ouvertement des libertés que prend son laboratoire pharmaceutique avec la santé publique sans en montrer la moindre gêne. Elle est également dotée d'un sens de la compétition féroce, au point d'effrayer quiconque lui servant de partenaire lors d'un jeu. Elle a souvent tendance à être très autoritaire, ce qui a fréquemment pour effet d'effrayer son entourage (notamment Penny et l'employeur de Bernadette, qui, au premier épisode de la huitième saison, sont forcés, par Bernadette, de se rencontrer pour un entretien d'embauche ou encore Leonard quand ils sont forcés de faire équipe).
Amy Farrah Fowler

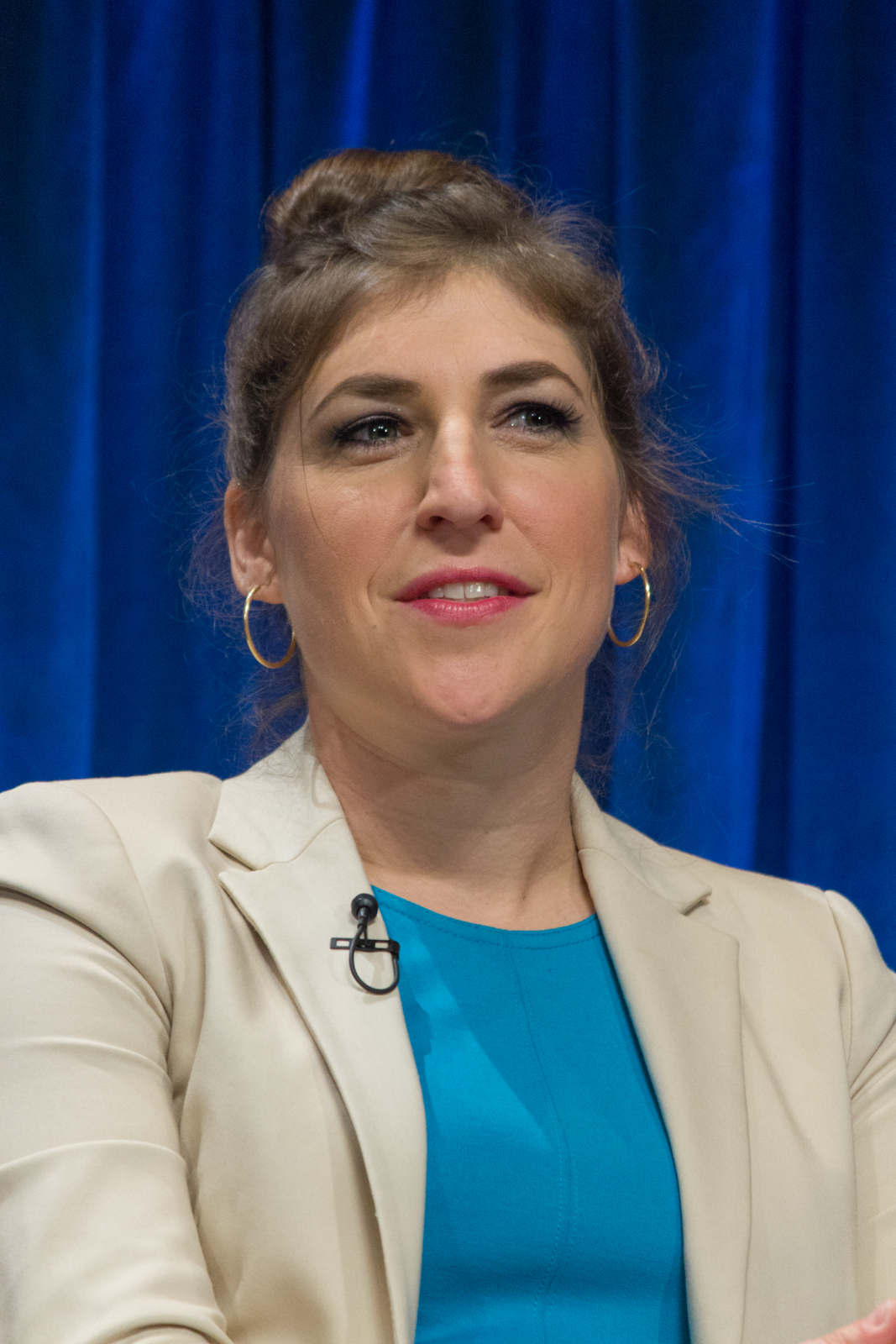
Mayim Bialik, interprète d'Amy Farrah Fowler.

Amy est neurobiologiste. Rajesh et Howard l'ont rencontrée sur un site de rencontre en ligne après avoir secrètement créé un compte sous le nom de Sheldon. Amy ainsi que Sheldon, sont forcés, par leurs proches, à se rencontrer. Au départ, réticents « à la magie » des sites de rencontres, ils se rendent compte qu'ils ont plusieurs points en commun (notamment l'abstinence sexuelle, point très important pour Sheldon). Une fois qu'elle a rencontré Sheldon, elle devient, comme le dit Sheldon, une fille qui est son amie mais pas sa « petite amie ». Ils ont brièvement mis fin à leur amitié à la suite d'une dispute concernant l'importance comparée de la physique théorique et de la neurobiologie. Ils ne communiquent initialement que via message texte et occasionnellement via webcam. En plus d'être amie avec Sheldon, Amy tente également de lier une amitié avec Penny et Bernadette (elle considère rapidement Penny comme sa meilleure amie) mais les met souvent mal à l'aise par sa désinvolture en discutant ouvertement de sujets comme l'anatomie ou l'hygiène féminine.
Dans Le Facteur bienfaisant, il est révélé qu'elle est techniquement fiancée à un prince saoudien, qui est la source d'une grande partie du financement de son laboratoire.
Elle devient par la suite la petite amie officielle de Sheldon et celui-ci décide de mettre en place un « contrat relationnel » avec la signature de chacun. Amy trouve ce procédé très romantique. Initialement présentée comme un « clone féminin » de Sheldon, elle devient plus sociable au contact de Bernadette et de Penny. Elle devient, au fur et à mesure, un guide social et psychique pour Sheldon. Cependant, Sheldon montre quelques réticences à « consommer » sa relation avec Amy, au grand désespoir de celle-ci. Elle le quittera dans le dernier épisode de la saison 8 mais ils se remettront ensemble dans l'épisode 10 de la saison 9. Dans les dernières saisons, leur relation évolue beaucoup plus vite : ils "consomment" leur relation dans la saison 9, emménagent ensemble dans la saison 10, se fiancent et se marient dans la saison 11.
 Stuart Bloom
Propriétaire de la boutique de comics, Stuart David Bloom semble avoir de régulières difficultés financières qui l'obligent notamment à dormir dans son magasin. Célibataire timide, fataliste de nature, il a cependant essayé de sortir avec Penny (qu'il séduit en la dessinant), puis avec Amy (au point de rendre Sheldon passagèrement jaloux). Il n'a pas beaucoup de chance sur le plan sentimental, ce qui le rapprochera de Rajesh Koothrappali qui se trouve lui aussi malheureux notamment pendant la période de la Saint-Valentin. Il perd sa boutique dans un incendie à l'issue de la septième saison et devient aide à domicile de Debbie Wolowitz avec qui il s'entend étonnamment bien. Il récupère sa boutique dans la huitième saison avec l'aide financière de Mme Wolowitz, ce qui va profondément énerver Howard. Durant la onzième saison, l'auteur Neil Gaiman passe dans sa boutique et en fait l'éloge sur les réseaux sociaux, ce qui a pour effet de faire exploser son chiffre d'affaires, lui permettant de recruter une assistante qui deviendra sa compagne (Denise). À la fin de la série, Stuart emménage chez elle.

#### Récurrents
Emily Sweeney
Emily est la petite amie de Raj, qu'il rencontre lors de la septième saison. Elle exerce la profession de dermatologue. Dotée d'un sens de l'humour grinçant, il est difficile de déterminer quand elle est sérieuse et quand elle plaisante. Elle prétend notamment avoir choisi sa profession car elle aime découper des gens avec des couteaux, et que c'était la seule profession qui pouvait le lui permettre légalement. Elle possède sur l'épaule un tatouage de Sally de L'Étrange Noël de monsieur Jack, personnage qu'elle apprécie du fait de ses multiples cicatrices.
Debbie Wolowitz
Mme Wolowitz est la mère d'Howard. Véritable caricature de la mère juive possessive, elle traite toujours son fils comme un enfant et le surprotège. Toutefois Howard et sa mère ne parviennent à communiquer qu'en hurlant. Elle n'est jamais apparue physiquement ; seule sa voix est présente dans la série. Néanmoins, elle apparaît très rapidement dans la vue aérienne lors du mariage d'Howard et Bernadette dans le 24e et dernier épisode de la saison 5 ainsi qu'à plusieurs reprises dans l'épisode 15 de la sixième saison, mais jamais de face. Elle perd la vie lors d'un voyage en Floride durant la huitième saison (Carol Ann Susi interprétant le rôle étant décédée en 2014).
 Mary Cooper
Mary Cooper est la mère de Sheldon. Fervente chrétienne évangélique, ses convictions religieuses sont, de fait, totalement opposées aux conceptions scientifiques de son fils. Néanmoins, elle est une bonne mère et est la seule personne qui ait jamais été en mesure de contrôler Sheldon (Leonard la décrit comme sa Kryptonite). Elle est d'une manière générale très douée dans l'art de manipuler les hommes (amenant par exemple Leonard à débarrasser la table à sa place). Mary est notamment intervenue pour que Sheldon soit réintégré dans le laboratoire de l'université après son renvoi pour avoir dénié au professeur Gablehauser une quelconque qualité scientifique ; elle est aussi intervenue pour aider son fils à se réconcilier avec Amy Farrah Fowler après leur rupture.
Beverly Hofstadter
Beverly Hofstadter est la mère de Leonard. Brillante neuropsychiatre, elle a élevé son fils avec distance et froideur, le considérant comme étant le moins intelligent de la famille. Son comportement la rapproche de Sheldon. Elle entretient d'ailleurs avec celui-ci d'excellentes relations et ils communiquent régulièrement ensemble, au grand dam de Leonard. Elle remet en question ses principes éducatifs après avoir rencontré Mary Cooper, aux idées radicalement opposées aux siennes mais ayant fonctionné sur Sheldon.
Leslie Winkle
Leslie Winkle est une physicienne qui travaille dans le même laboratoire que Leonard. En apparence, elle est essentiellement l'équivalent féminin de Leonard, équipée de lunettes noires encadrées, elle porte également une veste. Elle est l'ennemie jurée de Sheldon, en raison de leurs théories scientifiques contradictoires. Bien qu'ils se qualifient respectivement d'êtres intellectuellement inférieurs, Leslie est beaucoup plus spirituelle que Sheldon. Leslie a eu des relations sexuelles occasionnelles avec Leonard et plus tard avec Howard, afin d'assouvir, comme elle le dit, ses besoins primaires.
Priya Koothrappali
Priya Koothrappali est la sœur de Raj; elle fait des études de droit pour devenir avocate. Elle entretient des relations sexuelles épisodiques avec Leonard lors de ses passages en Californie, sans que son frère le sache. Lors de son second voyage en Californie, elle explique qu'elle est employée dans une entreprise construisant des voitures. Elle est sortie major de promotion de Cambridge et est habilitée à l'exercice de la profession d'avocat dans trois pays. Ses talents lui permettront entre autres de retourner temporairement le fameux "contrat de colocation" au désavantage de Sheldon. Leonard et elle vont être en couple de la fin de la quatrième saison jusqu'au début de la cinquième saison, où elle le trompe après être retournée en Inde. Durant la saison 10, son père annonce que tous ses enfants sont mariés et indépendants à l'exception de Raj, indiquant donc son propre mariage.
Barry Kripke
Barry Kripke est un chercheur de l'université de Caltech spécialisé en physique des plasmas particulièrement moqueur et sarcastique. Presque constamment en conflit avec Sheldon, il ne rate jamais une occasion de lui rappeler ses échecs. Par la force des choses, ils doivent néanmoins travailler ensemble de façon ponctuelle. Il permet cependant à Amy et Sheldon de remporter le prix Nobel, en révélant un plagiat d'un de leurs concurrents.
Ses passe-temps incluent la construction de robots de combats de haut niveau (il écrase celui construit par Howard) et des visites quotidiennes au club de strip-tease situé près de chez lui qui est doté d'un buffet gratuit. Durant la neuvième saison, il est révélé qu'il est également instructeur d'escrime. Il est également atteint de troubles de l'élocution à cause de son rhotacisme (il n'arrive pas à prononcer les « r »).
Wil Wheaton
Wil Wheaton, qui interprète son propre rôle, est un acteur principalement connu pour avoir interprété le personnage de Wesley Crusher dans la série Star Trek : La Nouvelle Génération. Sheldon le considère comme un ennemi mortel : il souhaitait le rencontrer à une convention Star Trek durant son enfance mais Wheaton a annulé sa venue au dernier moment. Ne comprenant absolument pas pourquoi Sheldon lui en veut encore, il s'en amuse et prend un malin plaisir à le provoquer.
Il est ami avec Stuart. Le groupe le rencontre donc ponctuellement, principalement lors de tournois de cartes. Alors que Sheldon est toujours en passe de le battre, il parvient systématiquement à le manipuler et à empocher la victoire. Il finit néanmoins par se réconcilier avec lui en lui offrant une figurine rarissime de Wesley Crusher en parfait état, qui sera aussitôt abîmée par Brent Spiner.
Anu
Anu est la fiancée de Raj, qu'il rencontre par l'entremise de son père dans la douzième saison. Pragmatique et très dirigiste, elle a tendance à faire remonter ses insécurités. Elle parvient néanmoins à le conforter et le rassurer, notamment en le demandant en mariage elle-même et en le guidant patiemment dans l'intimité.
Zack Johnson
Zack est un ancien petit ami de Penny, avec qui elle sort brièvement après avoir rompu avec Leonard durant la troisième saison. Aussi stupide que beau et musclé, il est néanmoins très sympathique et respecte énormément Leonard et ses amis. Copropriétaire avec son père d'une société vendant des menus pour restaurants, il vend ses parts durant la saison 12 et devient riche. Stérile, il sollicite dans la même saison Leonard pour un don de sperme.
Bertram Kippler
Bert est un géologue de Caltech, originellement présenté comme un soupirant d'Amy. Socialement inadapté, il tente régulièrement d'organiser des événements avec ses collègues de labo ou de rencontrer des femmes. Scientifique d'élite, au point que même Sheldon reconnait la qualité de ses travaux, il remporte le prix McArthur durant la dixième saison ainsi qu'une substantielle somme d'argent. Il rencontre plus tard une coach personnelle très attirée par son argent, ce dont il est pleinement conscient. Il loue également une chambre à Raj.
Denise
Denise est la gérante adjointe de la boutique de Stuart, qu'il embauche durant la onzième saison. Extrêmement compétente, elle est capable de conseiller Sheldon juste en regardant ses vêtements. Elle se met en couple avec Stuart durant la douzième saison. À la fin de la série, Stuart emménage avec elle à la place de son colocataire.

### Lieux de l'action

Drapeau de l'appartement de Sheldon et Leonard collé sur le réfrigérateur.

La série se déroule à Pasadena, en Californie.
Appartement de Leonard et Sheldon
La plupart des scènes de la série se déroulent dans le salon de l’appartement de Leonard et Sheldon. Face au spectateur se trouve le canapé avec la télévision. Sur la droite, on trouve la cuisine et un couloir qui mène aux chambres et à la salle de bain. Sur la gauche se trouve la porte d’entrée.
Toit de l'immeuble
Une scène s'y déroule dans l'épisode 23 de la troisième saison.
Lors du dernier épisode de la cinquième saison, le mariage d'Howard et Bernadette y est célébré.
Lors de la huitième saison, Amy et Bernadette organisent un bal de promo sur le toit.
Appartement de Penny
Il apparaît dans plusieurs épisodes. Lui aussi a pour pièce principale le salon avec un canapé. La chambre, la salle de bain et la porte d'entrée se trouvent sur la droite, la cuisine à gauche.
The Cheesecake Factory
L'endroit où travaille Penny et où la bande d'amis a décidé de venir manger régulièrement (à la suite d'une décision de Sheldon, car il est le seul à approuver ou désapprouver un restaurant comme étant digne d'y manger hebdomadairement).
Hall de l'immeuble
Les personnages s'y rencontrent de temps en temps. C'est là qu'ils viennent récupérer leur courrier (c'est notamment là que Leonard vole le courrier de Penny afin de lui apporter ensuite, durant la première saison).
Escaliers de l'immeuble
Certaines scènes sont filmées sur les paliers des étages de l'immeuble, et notamment celui des appartements de Leonard, Sheldon et Penny, au 4e étage. L'ascenseur est hors service depuis le début de la série à la suite d'une explosion issue d'une expérience ratée de Leonard au début de la colocation.
Laverie de l'immeuble
Située au sous-sol de l'immeuble de Sheldon, Leonard et Penny, elle apparaît dans la saison 2 et de nombreuses scènes s'y déroulent à partir de l'épisode 1.
Université
Le lieu de travail de Leonard, Sheldon, Howard, Rajesh et Leslie. Certaines scènes se déroulent dans leurs bureaux, leurs laboratoires, mais surtout la cafétéria.
Maison des Wolowitz
Il n'est pas rare de voir un des personnages sonner à la porte, ou encore d'admirer la chambre très kitsch d'Howard en entendant les hurlements de sa mère. Dans le dernier épisode de la quatrième saison, il est possible de voir ce qui semble être le salon, avec un canapé et aussi une petite partie où se trouvent les toilettes. Une bonne partie de l'épisode 9 de la septième saison s'y déroule, il est possible de voir la cuisine ainsi que le salon, que l'on retrouve aussi dans l'épisode 21 de cette même saison.
Boutique de comics
La fameuse boutique où Sheldon veut toujours aller, régulièrement des scènes s'y déroulent. Il est par contre l'endroit central de l'épisode 5 de la troisième saison. La boutique est tenue par Stuart.
Appartement de Raj
Peu d'épisodes s'y déroulent. Cependant, il apparaît plusieurs fois dans la quatrième saison et presque tout un épisode a été réalisé à l'intérieur.
Appartement d'Amy
Quelques épisodes s'y déroulent. Il apparaît pour la première fois dans la quatrième saison.
Appartement de Bernadette
Il apparaît une fois dans la cinquième saison où ne s'y déroule qu'une seule scène. Il est plus souvent présent à partir de la sixième saison.
Appartement du père de Bernadette
Il apparaît une fois dans la cinquième saison. Il ne s'y déroule qu'une seule scène. C'est d'ailleurs ici qu'apparaît pour la première fois le père de Bernadette.
Bureau de Bernadette
Apparait régulièrement quand Penny est embauchée dans l'entreprise de Bernadette. Elle dispose d'un canapé et de stores, très pratique quand elle veut faire la sieste sans être vue.
Labo d'Amy
Amy dispose de sa propre installation au sein de Caltech et de tout l'équipement nécessaire. Elle y est rejointe régulièrement par Sheldon et plus rarement par les autres membres du groupe.
Cabane de Paintball
Apparaît quelquefois quand Leonard, Sheldon, Howard et Raj vont faire une partie de paintball.
Divers
Quelques autres lieux ont été utilisés tels qu'une clinique de dons de sperme, une salle d'urgences de l'hôpital local, un magasin d'appareils électroniques, la maison de la mère de Sheldon, une librairie et surtout la capsule Soyouz ainsi que la Station spatiale internationale.

### Paradoxes, théorèmes, hypothèses et autres théories scientifiques
La plupart des personnages étant des scientifiques, ceux-ci font régulièrement référence à des principes et des théories physiques.
- Dualité onde-particule : Dans l'épisode 1 de la première saison, Sheldon dit : « Si un photon est envoyé à travers un écran percé de deux fentes et si on l'observe à travers une fente, il ne passera pas. Sinon, il passera. Mais si on l'observe après qu'il a quitté l'écran mais avant qu'il atteigne sa cible, il ne passera pas à travers les deux. » Il fait référence à la dualité onde-particule de Louis de Broglie et aux fentes de Young. (Il dit ensuite que c'est une bonne idée de T-shirt).
- Effet Doppler : Dans l'épisode 6 de la première saison, Sheldon se déguise en costume présentant des rayures de plus en plus espacées sur les côtés, costume censé illustrer l'effet Doppler.
- Téléportation quantique : Dans l'épisode 12 de la première saison, Sheldon exprime son avis sur la téléportation quantique en critiquant le fait que l'identité d'une personne est détruite lors d'un tel phénomène.
- Chat de Schrödinger : Dans l'épisode 17 de la première saison, Sheldon compare la possible relation entre Penny et Leonard à l'expérience de pensée imaginée par Erwin Schrödinger.
- Théorie des cordes : C'est le sujet de recherche principal de Sheldon, auquel il est fait allusion dans divers épisodes. Dans l'épisode 2 de la deuxième saison, Leslie et Sheldon s'affrontent verbalement : elle est partisane de la gravitation quantique à boucles, lui de la théorie des cordes. Sheldon abandonne ce sujet de recherche dans les derniers épisodes de la septième saison.
- Équation de Drake : Dans l'épisode 20 de la deuxième saison, Wolowitz calcule ses chances avec les femmes grâce à une version modifiée de l'équation de Drake qui est censée calculer la probabilité que la vie existe sur une autre planète (mais dont plusieurs termes restent impossibles à calculer à ce jour).
- Boson de Higgs : Dans l'épisode 14 de la cinquième saison, diffusé le 26 janvier 2012, un tableau dans le bureau de Raj reproduit les derniers résultats sur la recherche du Boson de Higgs présentés au CERN en décembre 2011.

## Accueil

### Audiences

#### Aux États-Unis
Le 24 septembre 2007, CBS diffuse l’épisode pilote de The Big Bang Theory, qui parvient à rassembler 9,52 millions de téléspectateurs, avec un taux de 3,7 % sur les 18 / 49 ans, la cible prisée des annonceurs, ce qui constitue donc un bon lancement pour une nouveauté comique. Mais au fil des semaines, les audiences de la série s'érodent et l'épisode final retient l'attention de 7,34 millions de téléspectateurs obtenant un taux de 2,7 % sur les 18 / 49 ans. Cette première saison rassemble une moyenne de 8,31 millions de téléspectateurs, ainsi qu'un taux de 2,9 % et termine 59e des séries les plus regardées aux États-Unis.
Malgré une première saison en demi-teinte, CBS croit en la série et la reconduit pour une deuxième saison. The Big Bang Theory termine, lors de cette deuxième saison, à la 44e place des séries les plus regardées aux États-Unis en attirant en moyenne 9,98 millions de téléspectateurs chaque semaine, ainsi qu'un taux de 3,4 % sur la cible. La série parvient à faire mieux que lors de sa première saison, CBS est naturellement satisfaite et la renouvelle, malgré des scores peu avantageux.
Ce n'est vraiment qu'à la rentrée 2009 que la popularité de la série va réellement augmenter. En effet, le changement de case horaire lui permet de se retrouver juste après la diffusion de la sitcom Mon oncle Charlie (Two and a Half Men), la sitcom no 1 des États-Unis en 2009. C’est ainsi que le premier épisode de la troisième saison est regardé par 12,83 millions de téléspectateurs. La série continue dans son élan et le 8 mars 2010, elle réalise une audience record de 16,32 millions de téléspectateurs et un taux de 5,9 %. La saison, qui enregistre une moyenne en hausse de près de 4 millions pour arriver à une excellente moyenne de 14,22 millions de téléspectateurs, réussit à se placer à la 12e place des programmes les plus regardés des États-Unis.
La saison suivante, CBS décide de changer sa case horaire et la série est diffusée le jeudi à 20 h. La quatrième saison démarre devant 14,04 millions de téléspectateurs. Mais les audiences ont peu à peu chuté car dès la mi-saison, la série est diffusée en même temps qu’un des programmes les plus regardés des États-Unis, American Idol. Les derniers épisodes de cette 4e saison ne rassemblent plus que 11 millions de téléspectateurs chaque semaine en moyenne,,, et celle-ci s’achève devant 11,3 millions de téléspectateurs. La saison rassemble tout de même une moyenne de 13,21 millions de téléspectateurs, ce qui, bien qu'en légère chute d’un million, reste très bon. La série est par la suite renouvelée pour trois saisons supplémentaires.
Le jeudi 22 septembre 2011, la cinquième saison démarre et crée la surprise. Ce ne sont pas moins de 14,3 millions de téléspectateurs qui assistent à la diffusion du premier épisode. Par la suite, la série continue de surprendre. Le 13e épisode de la saison, qui est également le 100e épisode de la série, réalise un record. Grâce à cet épisode, The Big Bang Theory est la première série de l'histoire américaine à battre American Idol sur la cible tant convoitée des 18-49 ans, avec un taux de 5,3 % contre 5,2 % pour American Idol,. Semaine après semaine, la série continue de gagner des téléspectateurs, et grâce au 15e épisode, la série bat pour la troisième fois consécutive American Idol sur la même tranche d'âge, avec un taux de 5,4 % contre 5 % pour American Idol mais également, et pour la première fois de l'histoire, sur le public global, avec 16,54 millions de téléspectateurs contre 15,82 millions pour American Idol, ce qui constituait à cette époque sa meilleure audience historique. La saison rassemble finalement une excellente moyenne de 15,82 millions de téléspectateurs avec un taux très imposant de 5,53 % sur les 18⁄49 ans, la cible des annonceurs américains, permettant donc à la série de se classer 8e programme le plus regardé aux États-Unis, 3e série télévisée la plus regardée (derrière NCIS et NCIS : Los Angeles) sur le public global, 1re comédie / sitcom la plus regardée sur le public global et 2e série la plus regardée par les 18-49 ans, tout juste derrière la comédie Modern Family, qui récolte un taux de 5,54 %, soit à peine 0,01 % de plus que The Big Bang Theory.
La sixième saison démarre le 27 septembre 2012. Cet épisode réalise le meilleur démarrage de la série, avec 15,66 millions de téléspectateurs, un taux de 5 % sur les 18-49 ans et un taux de 6,3 % sur les 25-54 ans. Alors que Modern Family, qui réalisait de meilleures audiences que The Big Bang Theory la saison passée, continue de baisser, The Big Bang Theory quant à elle est en hausse et ne faiblit pas. C'est ainsi que le 1er novembre 2012, le sixième épisode de la saison réalise une audience de 15,9 millions de téléspectateurs, un taux de 5,2 % sur la cible fétiche, et un taux de 6,5 % sur les 25-54 ans, soit le record de la saison jusque-là. La série continue ensuite dans sa bonne lancée. En effet, le septième épisode de la saison réalise la meilleure audience historique de la série sur le global, en rassemblant 16,68 millions de téléspectateurs. La semaine d'après, elle réalise un nouveau record en rassemblant 17,63 millions de téléspectateurs avec un taux de 5,7 % sur les 18-49 ans. Lors de la reprise du 3 janvier 2013, sans aucune concurrence, la série établit un nouveau record historique en rassemblant 19,25 millions de téléspectateurs ainsi qu'un taux de 6,1 % sur la cible. La semaine suivante, malgré le retour de la concurrence, la série franchit pour la première fois la barre des 20 millions de téléspectateurs.
Audiences américaines moyennes par saison? ?
| Saison | Saison | Jour et heure de diffusion | Nombre d'épisodes | Diffusion aux États-Unis sur CBS | Diffusion aux États-Unis sur CBS | Audiences (en millions) | Audiences (en millions) | Audiences (en millions) | Audiences (en millions) |
| Saison | Saison | Jour et heure de diffusion | Nombre d'épisodes | Début de saison                  | Fin de saison                    | Première                | Finale                  | Moyenne                 |                         |
| ------ | ------ | -------------------------- | ----------------- | -------------------------------- | -------------------------------- | ----------------------- | ----------------------- | ----------------------- | ----------------------- |
| 1      | 1      | Jeudi 21 h                 | 17                | 24 septembre 2007                | 19 mai 2008                      | 9,52                    | 7,34                    | 8,31                    |                         |
| 2      | 2      | Jeudi 21 h                 | 23                | 22 septembre 2008                | 11 mai 2009                      | 9,36                    | 9,81                    | 9,98                    |                         |
| 3      | 3      | Jeudi 21 h                 | 23                | 21 septembre 2009                | 24 mai 2010                      | 12,96                   | 14,78                   | 14,22                   |                         |
| 4      | 4      | Jeudi 21 h                 | 24                | 23 septembre 2010                | 19 mai 2011                      | 14,04                   | 11,03                   | 13,21                   |                         |
| 5      | 5      | Jeudi 21 h                 | 24                | 22 septembre 2011                | 10 mai 2012                      | 14,30                   | 13,72                   | 15,82                   |                         |
| 6      | 6      | Jeudi 21 h                 | 24                | 27 septembre 2012                | 16 mai 2013                      | 15,66                   | 15,48                   | 16,81                   |                         |
| 7      | 7      | Jeudi 21 h                 | 24                | 26 septembre 2013                | 15 mai 2014                      | 18,99                   | 16,73                   | 17,68                   |                         |
| 8      | 8      | Jeudi 21 h                 | 24                | 22 septembre 2014                | 7 mai 2015                       | 18,03                   | 14,64                   | 16,13                   |                         |
| 9      | 9      | Jeudi 21 h                 | 24                | 21 septembre 2015                | 12 mai 2016                      | 18,20                   | 14,73                   | 15,20                   |                         |
| 10     | 10     | Jeudi 21 h                 | 24                | 19 septembre 2016                | 11 mai 2017                      | 15,82                   | 12,99                   | 14,01                   |                         |
| 11     | 11     | Jeudi 21 h                 | 24                | 25 septembre 2017                | 10 mai 2018                      | 17,65                   | 15,51                   | 14,00                   |                         |
| 12     | 12     | Jeudi 21 h                 | 24                | 24 septembre 2018                | 16 mai 2019                      | 12,92                   | 18,52                   | 13,22                   |                         |

#### Dans les pays francophones
En France
En France, les chiffres d'audience de The Big Bang Theory sont corrects : avec les multiples diffusions du samedi, il n'est pas rare que la série réalise la meilleure audience de la journée sur NRJ 12, chaîne de la TNT.

## Distinctions
Récompenses
2009 :
- TCA Awards 2009 :
  - Individual Achievement in Comedy pour Jim Parsons
  - Outstanding Achievement in Comedy

2010 :
- People's Choice Awards 2010 : Série comique préférée
- 62e cérémonie des Primetime Emmy Awards 2010 : Meilleur acteur dans une série comique pour Jim Parsons

2011 :
- 63e cérémonie des Primetime Emmy Awards 2011 : Meilleur acteur dans une série comique pour Jim Parsons
- 68e cérémonie des Golden Globes 2011 : Meilleur acteur dans une série télévisée musicale ou comique pour Jim Parsons
- 1re cérémonie des Critics' Choice Television Awards 2011 : Meilleur acteur dans une série comique pour Jim Parsons

2012 :
- 17e cérémonie des Satellite Awards 2012 :
  - Meilleure série musicale ou comique
  - Meilleur acteur dans une série musicale ou comique pour Johnny Galecki
  - Meilleure actrice dans une série musicale ou comique pour Kaley Cuoco

2013 :
- People's Choice Awards 2013 : Série télévisée comique favorite
- 65e cérémonie des Primetime Emmy Awards 2013 : Meilleur acteur dans une série comique pour Jim Parsons
- 3e cérémonie des Critics' Choice Television Awards 2013 :
  - Meilleure série comique
  - Meilleur acteur dans un second rôle dans une série comique pour Simon Helberg
  - Meilleure actrice dans un second rôle dans une série comique pour Kaley Cuoco
- Festival de télévision de Monte-Carlo 2013 : Meilleure audience TV internationale pour une série télévisée de comédie

2014 :
- 66e cérémonie des Primetime Emmy Awards 2014 : Meilleur acteur dans une série comique pour Jim Parsons
- People's Choice Awards 2014 :
  - Meilleure série télévisée comique
  - Meilleure actrice dans une série télévisée pour Kaley Cuoco

2016 :
- People's Choice Awards 2016
  - Meilleure série télévisée comique
  - Meilleure sérié télévisée
  - Meilleure actrice dans une série comique pour Kaley Cuoco

2017 :
- 43e cérémonie des People's Choice Awards 2017 : Série comique préférée

2018 :
- 20e cérémonie des Teen Choice Awards : Meilleure série télévisée comique

Nominations
2009 :
- 61e cérémonie des Primetime Emmy Awards 2009 :
  - Meilleure actrice invitée dans une série télévisée comique pour Christine Baranski
  - Meilleur acteur dans une série comique pour Jim Parsons
- 14e cérémonie des Satellite Awards 2009 :
  - Meilleure série musicale ou comique
  - Meilleur acteur dans une série télévisée musicale ou comique pour Jim Parsons

2010 :
- 62e cérémonie des Primetime Emmy Awards 2010 : Meilleure actrice invitée dans une série télévisée comique pour Christine Baranski
- 15e cérémonie des Satellite Awards 2010 : Meilleur acteur dans une série télévisée musicale ou comique pour Jim Parsons

2011 :
- 68e cérémonie des Golden Globes 2011 : Meilleure série télévisée musicale ou comique

2012 :
- 64e cérémonie des Primetime Emmy Awards 2012 :
  - Meilleure actrice dans un second rôle dans une série télévisée comique pour Mayim Bialik
  - Meilleur acteur dans une série télévisée comique pour Jim Parsons
  - Meilleur acteur dans une série télévisée comique pour Johnny Galecki
  - Meilleure série télévisée comique
- 17e cérémonie des Satellite Awards 2012 :
  - Meilleur acteur dans une série musicale ou comique pour Jim Parsons
  - Meilleure actrice dans un second rôle dans une série télévisée pour Mayim Bialik

2013 :
- 65e cérémonie des Primetime Emmy Awards 2013 :
  - Meilleure série télévisée comique
  - Meilleure actrice dans un second rôle dans une série télévisée comique pour Mayim Bialik
  - Meilleur acteur dans une série télévisée comique pour Johnny Galecki
- 70e cérémonie des Golden Globes 2013 :
  - Meilleure série télévisée musicale ou comique
  - Meilleur acteur dans une série télévisée musicale ou comique pour Jim Parsons
  - Meilleur acteur dans une série télévisée musicale ou comique pour Johnny Galecki
- 18e cérémonie des Satellite Awards 2013 :
  - Meilleure série musicale ou comique
  - Meilleur acteur dans une série télévisée musicale ou comique pour Jim Parsons
- People's Choice Awards 2014 : Meilleur acteur dans une série télévisée pour Jim Parsons

2014 :
- 66e cérémonie des Primetime Emmy Awards 2014 :
  - Meilleure série télévisée comique
  - Meilleure actrice dans un second rôle dans une série télévisée comique pour Mayim Bialik
- 19e cérémonie des Satellite Awards 2014 :
  - Meilleure série musicale ou comique
  - Meilleur acteur dans une série télévisée musicale ou comique pour Jim Parsons

2015 :
- 67e cérémonie des Primetime Emmy Awards 2015 :
  - Meilleure actrice dans un second rôle dans une série télévisée comique pour Mayim Bialik
  - Meilleure actrice invitée dans une série télévisée comique pour Christine Baranski

2017 :
- 43e cérémonie des People's Choice Awards 2017 : Série préférée

## Produits dérivés

### Sorties DVD et disque Blu-ray
DVD
La Fnac détient l'exclusivité et est le seul magasin habilité à proposer les coffrets en France.
À compter du 13 juillet 2011, cette exclusivité est terminée pour les quatre premières saisons, permettant ainsi de trouver ces saisons et les suivantes dans d'autres enseignes.
- The Big Bang Theory - Saison 1 (17 épisodes en 3 DVD) : sorti le 3 mars 2010[61] ;
- The Big Bang Theory - Saison 2 (23 épisodes en 3 DVD) : sorti le 3 novembre 2010[62] ;
- The Big Bang Theory - Saison 3 (23 épisodes en 3 DVD) : sorti le 25 mai 2011[63] ;
- The Big Bang Theory - Saison 4 (24 épisodes en 3 DVD) : sorti le 5 septembre 2012 ;
- The Big Bang Theory - Saison 5 (24 épisodes en 3 DVD) : sorti le 19 juin 2013 ;
- The Big Bang Theory - Saison 6 (24 épisodes en 3 DVD) : sorti le 5 novembre 2014 ;
- The Big Bang Theory - Saison 7 (24 épisodes en 3 DVD) : sorti le 18 novembre 2015.
- The Big Bang Theory - Saison 8 (24 épisodes en 3 DVD) : sorti le 27 avril 2016.
- The Big Bang Theory - Saison 9 (24 épisodes en 3 DVD) : sorti le 8 novembre 2017.

Dans les pays francophones (dont la France), les 12 saisons sont disponibles en coffret DVD.
Blu-ray
Aux États-Unis et au Royaume-Uni, les intégrales des douze saisons existent en coffret Blu-ray, uniquement en langue anglaise.

### Plagiat
La chaîne de télévision biélorusse CTV diffuse depuis 2010[Quand ?] une série intitulée Теорeтики (littéralement, « Les Théoriciens »), copie parfaite de la série américaine The Big Bang Theory ; les épisodes, mettant en scène la vie de quatre scientifiques (Sheldon, Leo, Howard et Raj), reprennent quasiment au mot près (mais en russe) les épisodes de la série d'origine. D'après un message de Chuck Lorre (le réalisateur de la série américaine) publié sur son site, la section juridique de la Warner Bros Company serait très réticente à engager une action juridique à l'encontre de la chaîne, celle-ci étant propriété du gouvernement biélorusse lui-même.

### Lego Ideas
Le 7 novembre 2014, la société Lego a annoncé avoir validé un projet Lego Ideas comportant des personnages et éléments de décors de la série. Le set fut en vente à partir de août 2015 jusqu'en 2019, et porte le même nom que la série.

### Séries dérivées
En novembre 2016, Chuck Lorre et Jim Parsons annoncent le développement d'une série dérivée centrée sur la jeunesse du personnage Sheldon Cooper, surdoué intégrant le lycée alors qu'il n'est âgé que de 9 ans. Intitulé Young Sheldon, le pilote est diffusé le 25 septembre 2017 sur CBS,.
En mars 2017, le jeune acteur Iain Armitage a été choisi pour interpréter le jeune Sheldon Cooper et l'actrice Zoe Perry, sa mère.
Young Sheldon s'arrête en 2024. L'intrigue se poursuit avec Georgie and Mandy's First Marriage, diffusée en 2024.